# Rodzajniki w języku francuskim
Rodzajnik w języku francuskim – jeden z określników (determinantów) rzeczownika w języku francuskim. Podstawowy podział rozróżnia rodzajnik określony i nieokreślony, z kolei za podtyp nieokreślonego można uznać rodzajnik cząstkowy (partytywny). Niektóre rodzajniki w wyniku procesów językowych połączyły się z przyimkami.
Rodzajnik wskazuje na kategorię określoności lub nieokreśloności rzeczownika, ujawnia jego rodzaj, jeśli występuje w liczbie pojedynczej. Ponadto w mówionym języku francuskim często jedynie po rodzajniku można odróżnić, czy rzeczownika użyto w liczbie pojedynczej czy mnogiej.

## Natura rodzajnika
Rodzajnik (l’article) w języku francuskim występuje w dwóch rodzajach: męskim i żeńskim, a także w liczbie pojedynczej i mnogiej. Wyróżnia się dwa typy rodzajników: określone i nieokreślone:
- Liczba pojedyncza:
  - rodzaj męski: un – rodzajnik nieokreślony; le (l’) – rodzajnik określony
  - rodzaj żeński: une – rodzajnik nieokreślony; la (l’) – rodzajnik określony
- Liczba mnoga: (nie ma rozróżniania na rodzaje)
  - des – rodzajnik nieokreślony
  - les – rodzajnik określony

L’ jest formą skróconą od le i la; używa się jej w wyrazach rozpoczynających się od samogłoski lub h niemego: l’habitude → zwyczaj, l’avion → samolot. Do wyjątków należy m.in.: la ouate → wata, le oui → tak (jako rzeczownik), le un → jedynka, le huit → ósemka, le onze → jedenastka. Przed h przydechowym zachowuje się le i la, np. le houblon → chmiel, la hauteur → wysokość.

### Rodzajnik nieokreślony
Rodzajnika nieokreślonego (l’article indéfini) używa się na ogół wówczas, gdy stojący po nim rzeczownik oznacza bliżej nieokreślone rzeczy (osoby), lub gdy o danym przedmiocie jest mowa pierwszy raz, nawet gdy jest w jakiś sposób „określony”, np. przez przymiotnik: J’ai acheté une grande machine à laver. → Kupiłem dużą pralkę.
Rodzajnika nieokreślonego używa się w szczególności:
- przed rzeczownikami policzalnymi[6]: Il m’a envoyé un courriel de Grèce. → Wysłał mi maila z Grecji.
- kiedy nie ma żadnego punktu odniesienia (do kontekstu, sytuacji itp.)[6]: Un client a appelé. Il n’a pas dit son nom. → Zadzwonił [jakiś] klient. Nie przedstawił się. J’ai une idée ! → Mam pomysł! J’ai trouvé des clés par terre. → Znalazłem [jakieś/czyjeś] klucze na ziemi.
- przed rzeczownikiem o znaczeniu uogólniającym[7]: Un juge peut se tromper. → Sędzia może się mylić. Une banane, c’est facile à peler. → Banana łatwo jest obrać.
- kiedy rzeczownik jest doprecyzowany, np. przez przymiotnik, zdanie względne[6]: C’est un paysage qui attire des touristes de partout dans le monde. → To krajobraz, który przyciąga turystów z całego świata. Quand on monte au sommet, on découvre un paysage magnifique. → Kiedy się wspina na szczyt, odkrywa się wspaniały krajobraz. Cette photo représente un paysage d’hiver. → To zdjęcie przedstawia zimowy krajobraz.  Mówiąc np. un ciel bleu → błękitne niebo, tę cechę nieba ujmuje się jako zjawisko chwilowe, obserwowane w danym momencie i miejscu. Mówiąc o stałej cesze, właściwy byłby rodzajnik określony[8].
- rodzajniki nieokreślone mają czasem wartość liczebnika jeden[7]: Il viendra ici et commandera un café et un sandwich, comme d’habitude → Przyjdzie tu i zamówi jedną kawę i jedną kanapkę, jak zwykle. J’ai un frère et deux sœurs. → Mam jednego brata i dwie siostry.

### Rodzajnik określony
Rodzajnik określony (l’article défini) używany jest na ogół wówczas, gdy stojący po nim rzeczownik oznacza rzeczy (osoby), które są znane, jednoznacznie określone lub o których była już mowa.
Rodzajnika określonego używa się w szczególności:
- gdy desygnat jest jedyny w swoim rodzaju, unikalny[11]: la Maison–Blanche → Biały Dom; Le Soleil chauffe la Terre → Słońce ogrzewa Ziemię; le pape → papież; la tour Eiffel → wieża Eiffla; la mer Baltique → Morze Bałtyckie.
- gdy rzeczownik użyty jest w kontekście ogólnym[12]: Les jeunes adorent le sport. → Młodzi uwielbiają sport. L’argent ne fait pas le bonheur. → Pieniądze szczęścia nie dają. Le TGV est plus rapide que la voiture pour y aller. → TGV jest szybszy od samochodu, by tam dojechać.
- przed nazwami języków, nacji, pór roku, substancji, materiałów, właściwości, kolorów[13]: le français[a], les Américains, l’été, le vin, la chaleur; Le noir est de nouveau très à la mode. → Czerń jest znowu bardzo modna.
- jeśli występuje punkt odniesienia do kontekstu lub rzeczownik określony jest w inny sposób, np. była o nim mowa wcześniej[14][15]: Marie a ouvert la porte de l’appartement. → Marie otworzyła drzwi mieszkania. Ouvre la fenêtre ! → Otwórz okno! (nawet, jeśli w pomieszczeniu jest więcej okien) Nous sommes rentrés en voiture. La route était encombrée. → Wróciliśmy samochodem. Droga była zapchana. La route que nous avons prise traverse des paysages ruraux. → Droga, którą obraliśmy, prowadziła przez wiejskie krajobrazy. La route de Reims à Épernay est pittoresque. → Droga z Reims do Épernay jest malownicza. Une fille passe. La fille se dirige vers la boulangerie. → Przechodzi [jakaś] dziewczyna. Dziewczyna [ta] kieruje się w stronę piekarni. (konkretnej piekarni znajdującej się na danej ulicy, w danej dzielnicy). Donne-moi la clé. → Daj mi klucz. (wiadomo jaki klucz) Le médecin m’a conseillé de prendre de la vitamine D. → [Mój] lekarz zalecił mi zażywać witaminę D. Le hamster est disparu. → Chomik zniknął (mój chomik).
- w konstrukcjach z przymiotnikiem w stopniu najwyższym[16]: Elle est la plus belle femme du monde. → Ona jest najpiękniejszą kobietą świata. Podobnie niektóre przymiotniki w stopniu równym tworzące sens jednostkowy jak unique → jedyny, principal → najważniejszy, suprême → najwyższy[17].
- przed nazwami kontynentów, państw, dużych wysp i regionów, rzek: l’Amérique → Ameryka, la Seine → Sekwana
- po czasownikach wyrażających preferencje, skłonności, predyspozycje, stany uczuciowe, postawy wartościujące np. aimer, adorer, détester, préférer, mépriser, se méfier, éviter, ignorer[18][19]: J’adore le chocolat noir. → Uwielbiam gorzką czekoladę. Gardez-vous des menteurs. (de + les) → Wystrzegajcie się kłamców.
- przed nazwami przedmiotów szkolnych[20]: Il étudie les mathématiques mais il a toujours préféré la chimie. → On studiuje matematykę, ale zawsze wolał chemię. Nie używa się jednak rodzajnika określonego po en[21], np. Elle est nulle en géographie. → Ona jest słaba z geografii.
- przed tytułami osób[20]: la reine Elizabeth II → królowa Elżbieta II; le docteur Jivago → doktor Żywago; le général de Gaulle → generał de Gaulle.
- można mu przypisać rolę wskazującą: Passe-moi le stylo → Podaj mi (to) pióro.
- przed nazwiskami oznaczającymi rodzinę lub kilku jej przedstawicieli: Les Bonaparte → Bonapartowie, rodzina Bonapartów
- przed rzeczownikami zamiast zaimków dzierżawczych, kiedy wskazany jest ich posiadacz; dotyczy to zwłaszcza części ciała i stanu ducha[22][23]: Elle a mal à la gorge. → Boli ją gardło. Il ferme les yeux. → Zamyka oczy. Il marche la tête basse. → Idzie z opuszczoną głową. On le voit toujours la cigarette aux lèvres. → Widać go ciągle z papierosem w ustach. Il s’est cassé la main. → Złamał sobie rękę. (ale: Sa main est dans le plâtre. → Jego ręka jest w gipsie). Lave-toi les mains ! → Umyj ręce! Il lui a marché sur le pied. → Nadepnął mu na stopę. Aby zaznaczyć jednak pewną okresowość lub częstość zjawiska, można użyć zaimka dzierżawczego, np. J’ai mal à ma dent. → Boli mnie ten mój ząb. Elle a sa migraine. → Ona ma [swoją] migrenę[23]. Zaimek dzierżawczy może być też użyty, jeśli część ciała jest doprecyzowana jakimś przymiotnikiem, np. Il ouvre ses yeux fatigués. → On otwiera swoje zmęczone oczy. J’ai mal à ma/à la main gauche. → Boli mnie lewa ręka[24]. Części garderoby w zasadzie stosuje się z zaimkiem dzierżawczym, np. Elle a sali sa robe. → Ona ubrudziła swoją sukienkę[23]. Czasami można jednak użyć rodzajnika określonego[22]: Il met les mains dans les poches. → Wkłada ręce do kieszeni. (możliwy również wariant ses poches).
- przed datami: Nous sommes le lundi 21 septembre; Paris, le 14 novembre 2002; Nous sommes le premier, le deux ou le trois ? → Mamy pierwszego, drugiego czy trzeciego?[25][26]
- przed nazwami niektórych świąt[25]: le jour de l'an → Nowy Rok; la Toussaint → Wszystkich Świętych ale: Noël → Boże Narodzenie; Pâques → Wielkanoc.
- przy określaniu miar w przeliczeniu na jednostkę[25]: 2 euros le kilo → 2 euro za kilo; 60 km à l’heure → 60 km na godzinę
- jako część składowa rzeczownego zaimka dzierżawczego[27]: Prête-moi ton portable, le mien est en panne. → Pożycz mi twój laptop, mój jest zepsuty.
- w utartych wyrażeniach i idiomach[20]: fumer la pipe → palić fajkę; prendre le volant → siadać za kółko; avoir la pêche → być pełnym energii
- w wyrażeniach idiomatycznych w schemacie: faire + rodzajnik określony + rzeczownik[28]: faire la vaisselle → zmywać naczynia; faire le ménage → robić porządki; faire les courses → robić zakupy.

### Rodzajnik cząstkowy
Rodzajnik cząstkowy (l’article partitif) jest używany przed rzeczownikami niepoliczalnymi, którymi są: ciecze, materiały sypkie, gazy, nazwy różnych substancji, nazwy rodzajów mięs tworzone od nazw zwierząt oraz pojęcia abstrakcyjne, takie jak cechy, relacje, uczucia. Rodzajnik cząstkowy oznacza, że mówiącemu chodzi o część jakiejś całości: M. Dupin a acheté du pain et de la viande → Pan Dupin kupił chleb i mięso.
Rodzajnik cząstkowy powstał ze ściągnięcia de oraz rodzajnika określonego i ma następujące formy:
- rodzaj męski:  de + le → du, przed samogłoskami i niemym h (de l')
- rodzaj żeński: de la,  przed samogłoskami i niemym h (de l')
- liczba mnoga: de + les → des[b].

Używa się go przed:
- rzeczownikami oznaczającymi nieokreślone ilości lub rzeczy, których nie można policzyć:
  - Tu manges de la viande. → Jesz mięso.
  - Je bois de l’eau minérale. → Piję wodę mineralną.
  - C’est quoi, cette tache sur votre pantalon ? C’est du chocolat. → A to co za plama na pańskich spodniach? To czekolada.
- rzeczownikami będącymi nazwami pojęć abstrakcyjnych:
  - J’économise de l’énergie. → Oszczędzam energię. Il faut du courage pour dire non. → Trzeba odwagi, aby powiedzieć nie. Vous avez de la chance. → Ma pani szczęście. Cette fille a du talent. → Ta dziewczyna ma talent. (ale: Elle a le talent de m’ennuyer. →  Ona ma talent do zanudzania mnie. – określony przez kontekst, Elle a un talent extraordinaire. →  Ona ma niezwykły talent. – określony jakościowo[31]).
- wyrażeniami idiomatycznymi w schemacie: faire + rodzajnik cząstkowy + nazwa czynności:
  - Il fait du vélo. → On jedzie rowerem. faire de la politique → uprawiać politykę; faire du commerce → prowadzić handel
- nazwiskiem twórcy i oznacza fragment bądź przykład jego dzieła[32]: Joue du Chopin pour nous → Zagraj nam Chopina. C’est du Rodin. → To jest [rzeźba] Rodina.
- w utartych wyrażeniach i idiomach: avoir de la brioche → mieć brzuszek; Je n’ai jamais eu d’accident grave, je touche du bois. → Nigdy nie miałem poważnego wypadku, odpukać w niemalowane drewno.

Ponadto stosuje się go po il y a, gdy mówi się o pogodzie: Aujourd’hui, il y a du soleil mais il y aura de la neige demain. → Dziś jest słonecznie, ale jutro będzie śnieg.

### Rodzajnik ściągnięty
Rodzajniki ściągnięte to połączenia rodzajników z przyimkami à i de:
| de + rodzajnik określony    | de + le                               | du                                  | La maison du voisin. → Dom sąsiada.                                        |
| de + rodzajnik określony    | de + la                               | de la                               | La maison de la voisine. → Dom sąsiadki.                                   |
| de + rodzajnik określony    | de + l' (przed samogłoską i niemym h) | de l'                               | La maison de l'amitié. → Dom przyjaźni.                                    |
| de + rodzajnik określony    | de + les                              | des                                 | La maison des voisins. → Dom sąsiadów.                                     |
| de + rodzajnik nieokreślony | de + un                               | d'un                                | Ils parlent d'un film amusant. → Oni mówią o [pewnym] zabawnym filmie.     |
| de + rodzajnik nieokreślony | de + une                              | d'une                               | Ils parlent d'une œuvre amusante. → Oni mówią o [pewnym] zabawnym utworze. |
| de + rodzajnik nieokreślony | de + des                              | de d' (przed samogłoską i niemym h) | Je me sers de livres de français → Korzystam z książek do francuskiego.    |
| de + rodzajnik cząstkowy    | de + du                               | de d' (przed samogłoską i niemym h) | J'ai besoin de jus. → Potrzebuję soku.                                     |
| de + rodzajnik cząstkowy    | de + de la                            | de d' (przed samogłoską i niemym h) | J'ai besoin de confiture. → Potrzebuję konfitury.                          |
| de + rodzajnik cząstkowy    | de + de l'                            | de d' (przed samogłoską i niemym h) | J'ai besoin d'eau. → Potrzebuję wody.                                      |
| à + rodzajnik określony     | à + le                                | au                                  | Il va au cinéma. → On idzie do kina.                                       |
| à + rodzajnik określony     | à + la                                | à la                                | Il va à la bibliothèque. → On idzie do biblioteki.                         |
| à + rodzajnik określony     | à + l'                                | à l'                                | Il est à l'école. → On jest w szkole.                                      |
| à + rodzajnik określony     | à + les                               | aux                                 | Elle est aux États-Unis. → Ona jest w Stanach Zjednoczonych.               |

Istnieją dwie zbieżności z innymi formami:
- rodzajnik ściągnięty du ma taką samą formę jak rodzajnik cząstkowy dla rodzaju męskiego: Le chien du professeur. (de + le) → Pies profesora, ale: J’ai acheté du fromage. → Kupiłem sera[35].
- rodzajnik ściągnięty des ma taką samą formę jak rodzajnik nieokreślony dla liczby mnogiej: Les chiens des professeurs. (de + les) →  Psy profesorów. J’ai acheté des fromages. → Kupiłem sery. Porównaj: Je parle des Américains. (de + les) → Mówię o Amerykanach. (wszystkich, o ogóle) Je connais des Américains. → Znam [pewnych] Amerykanów. L’inondation a provoqué la ruine de jardiniers. → Powódź doprowadziła [pewnych] ogrodników do ruiny (des jardiniers ont été ruinés, nie wszyscy ogrodnicy zostali zrujnowani). L’inondation a provoqué la ruine des jardiniers. → Powódź doprowadziła ogrodników do ruiny (les jardiniers ont été ruinés, wszyscy ogrodnicy zostali zrujnowani)[36].

Ściągnięcie nie jest możliwe z zaimkami, które mają taką samą formę jak rodzajniki, np. Il vient de le prouver. → Właśnie to udowodnił.

## Rodzajnik w zdaniu przeczącym
Po czasownikach w formie przeczącej rodzajnik określony nie zmienia swojej formy: J’aime les fleurs. → Je n’aime pas les fleurs. Il ne prend pas le métro. → On nie jeździ metrem.
Rodzajnik nieokreślony i cząstkowy po przeczeniu o charakterze absolutnym (negowanie istnienia danej rzeczy) zmienia się w przyimek de: Pierre a une voiture. → Piotr ma samochód. Pierre n'a pas de voiture. → Piotr nie ma samochodu. Je vois un chat dans la chambre. → Widzę kota w pokoju. Je ne vois pas de chat dans la chambre. → Nie widzę [żadnego] kota w pokoju. Je bois du vin. → Piję wino. Je ne bois pas de vin. → Nie piję [żadnego] wina. Il n’y a plus de neige. →  Nie ma już śniegu. Il est sorti sans faire de bruit. → Wyszedł, nie robiąc hałasu. (porównaj: Il est sorti en faisant du bruit. → Wyszedł, robiąc hałas). Si rien n’a de sens et si nous ne pouvons affirmer aucune valeur, rien n’a d’importance. → Jeśli nic nie ma sensu i nie możemy uznać żadnej wartości, nic nie ma znaczenia.
Wyjątkiem są zdania przeczące z użyciem czasownika être (być), kiedy to rodzajnik nieokreślony nie zmienia swej postaci: C'est une chaise. → To jest krzesło. Ce n’est pas une chaise. → To nie jest krzesło. Ce ne sont pas des framboises, ce sont des mûres. → To nie są maliny, to są jeżyny. Formą idiomatyczną jest Je n’ai pas le temps. → Nie mam czasu.
Rodzajniki nie zmieniają się również wtedy, kiedy przeczenie nie ma charakteru absolutnego lub odnosi się nie do ilości, a do jakości: Elle n’a pas acheté une robe rouge mais une robe verte. → Ona nie kupiła czerwonej sukienki, a zieloną; Il n’a pas bu du thé mais de la limonade. → On nie pił herbaty, tylko lemoniadę. Je n’ai pas amasé des millions pour vivre dans la pauvreté. → Nie po to gromadziłem miliony, by żyć w ubóstwie. (przeczenie bez charakteru absolutnego – mam miliony). Podobnie, jeśli zdanie, mimo przeczenia, ma sens pozytywny: N'avez-vous pas des amis pour vous aider ? → Nie ma pan przyjaciół, by panu pomogli? (pana przyjaciele powinni panu pomóc). Ponadto rodzajnik nieokreślony może być zachowany, jeśli nacisk jest na ilość: Je n’ai pas un euro sur moi. → Nie mam ani jednego euro przy sobie. Porównaj: Ne bois pas d’eau. → Nie pij wody. Ne bois pas de l’eau de cette bouteille. → Nie pij wody z tej butelki (nie chodzi o całkowity zakaz picia wody).
Konstrukcja ne... que nie jest przeczeniem: Elle ne mange que du pain. → Ona je tylko chleb.
W konstrukcjach z ni opuszcza się rodzajniki nieokreślone i cząstkowe: En Pologne, il n’y a ni lions ni tigres, sauf au zoo. → W Polsce nie ma ani lwów, ani tygrysów, chyba że w zoo.; Il n’y a pas de lions ni tigres. → Nie ma lwów ani tygrysów. W konstrukcjach takich nie opuszcza się jednak rodzajników określonych: Je n’aime ni le lait ni le yaourt. → Nie lubię ani mleka, ani jogurtu.

## Opuszczanie lub redukcja rodzajników
Redukcja rodzajników do de lub sam przyimek de bez rodzajników występuje:
- po rzeczownikach oznaczających ilość, miarę lub zbiorowość[46]: un litre de lait → litr mleka; 5 mètres de tissu → 5 metrów tkaniny; une boîte de clous → pudełko gwoździ; le taux de chômage → stopa bezrobocia, ale rodzajników używa się po wyrażeniach takich jak la majorité, la plupart, bien oraz po ułamkach i procentach[47]: la majorité des élèves → większość uczniów; 30% des étudiants → 30% studentów; un quart de la population → jedna czwarta ludności; la moitié d’une bouteille → połowa butelki. Mogą to być również nazwy ilościowe jak nombre, bon nombre, quantité, force, użyte w znaczeniu dużo osób, przedmiotów[48], np. Le loup a dévoré nombre de brebis. → Wilk pożarł mnóstwo wiele owiec.
- po niektórych przysłówkach: beaucoup de, assez de, un peu de, trop de etc.: beaucoup d’hommes, combien de personnes; Une centaine de personnes était présente dimanche. → Około stu ludzi było obecnych w niedzielę. ale można użyć beaucoup des (de + les), jeśli rzeczownik jest określony[45]: Beaucoup des arbres que j’ai plantés sont en fleurs. → Wiele drzew, które posadziłem, rozkwita (de + les).
- kiedy przed rzeczownikiem w liczbie mnogiej poprzedzonym rodzajnikiem nieokreślonym stoi przymiotnik[46][49]: J’ai acheté des chaussures. J’ai acheté de jolies chaussures. (choć w języku codziennym istnieje tendencja do zachowania des[49]) On a construit de nouveaux quartiers. → Zbudowano nowe dzielnice. ale w przypadku rzeczowników złożonych zachowuje się des[50]: des petits pois → groszki; des grands-parents → dziadkowie.
- w następujących konstrukcjach z przyimkiem de,
  - w konstrukcjach takich jak couvrir de, orner de, remplir de, être plein de, entourer de, accompagner de: Les champs sont couverts de rosée. → Pola są pokryte rosą.
  - po terminach wyrażających stratę, nadmiar, brak, potrzebę[47][51]: manquer de, se passer de, être privé de, l’absence de, le besoin de, le manque de, np. la perte de connaissance → utrata przytomności; le manque de sommeil → brak snu; l’excès de sel → nadmiar soli; Il manque d’imagination. → Brakuje mu wyobraźni.; un ordinateur dépourvu de connexion Internet → komputer pozbawiony połączenia z Internetem. W przypadku nazw rozwiniętych możliwy jest jednak rodzajnik nieokreślony[52], np. J’ai un besoin intense de créer. → Mam silną potrzebę tworzenia.
  - po niektórych czasownikach, przymiotnikach, imiesłowach związanych z emocjami, np. pleurer de joie → płakać ze szczęścia, mourir de faim → umierać z głodu, rougir de honte → czerwienić się ze wstydu, être paralysé de peur → być sparaliżowanym ze strachu, être mort de fatigue → padać ze zmęczenia, hurler de douleur → wyć z bólu[51]. Występowanie de w takich konstrukcjach to wynik pojawiania się form ściągniętych rodzajnika nieokreślonego w liczbie mnogiej lub cząstkowego: Le ciel est couvert de nuages. (de + des); Faute de temps, je ne peux pas aller au cinéma. (de + du) → Przez brak czasu nie mogę pójść do kina. Cette bouteille est pleine de bière. (de + de la) → Ta butelka jest pełna piwa[53]. W przypadku wystąpienia rodzajnika nieokreślonego w liczbie pojedynczej jest on zachowany: Je besoin d’un conseil. → Potrzebuję porady.; Je besoin de conseils. (de + des) → Potrzebuję porad. J’ai envie d’une glace au citron. → Mam ochotę na jednego loda cytrynowego[53][34]. Podobnie, jeśli rzeczownik jest scharakteryzowany w pewien sposób[51], np. La table était couverte d’une nappe sale. → Stół był nakryty brudnym obrusem. Porównaj również: Parle-moi d’amour. → Mów mi o [swojej] miłości (jak mnie kochasz) oraz Il parle de l’amour en termes élevés. → On mówi wzniośle o miłości [w ogóle][54].
- po zaimku pytajnym, wykrzykniku quel, zaimkach nieokreślonych aucun, chaque, nul, n’importe quel, quelque, tel (w znaczeniu taki to a taki), tout (w znaczeniu jakikolwiek, wszelki)[55], np. Quel imbécile ! → Co za imbecyl! À ce jour, aucune décision n'a été prise. → Tego dnia nie podjęto żadnej decyzji. tel jour à telle heure → tego a tego dnia, o tej a o tej godzinie. Dla porównania rodzajników nie pomija się po zaimkach nieokreślonych autre, certain (choć są wyjątki), quelconque, tel (w znaczeniu taki, aż taki), tout (w znaczeniu cały)[55], np. Tu as vidé toute la bouteille. → Opróżniłeś całą butelkę. Donne-moi un crayon quelconque. → Daj mi jakikolwiek ołówek.
- rzeczownikach w użyciu cudzysłowowym, kiedy przytacza się go jako przykład[56], np. « Chien » a cinq lettres. → „Pies” [w języku francuskim] ma pięć liter. Hiver est un nom et hivernal est un adjectif. → Zima jest rzeczownikiem, a zimowy jest przymiotnikiem. On appelle cap une telle pointe de terre. → Taki cypel lądu nazywa się przylądkiem. Podobnie w przypadku haseł i definicji słownikowych, niezwiązane z jakimkolwiek kontekstem, np. mère – femme qui a donné naissance à au moins un enfant → matka – kobieta, która urodziła co najmniej jedno dziecko[57].

Przed nazwami zawodów, narodowości, wyznania rodzajnika nie stosuje się: Il est juif et sa femme est catholique → On jest żydem, a jego żona katoliczką; Il est musicien. → On jest muzykiem. (ale: Il est un musicien talentueux. →  On jest utalentowanym muzykiem); Il est moniteur de tennis. → On jest instruktorem tenisa (ale: Il est le directeur de l’école. → On jest dyrektorem szkoły. (charakter unikalny, jest jedynym dyrektorem tej szkoły i jest znany). Rodzajnik opuszcza się często w tytułach, ogłoszeniach, napisach, szyldach, nazwach instytucji, w stylu telegraficznym (oszczędzając liczbę wyrazów) itp.: Nouveau Petit Robert; livre de grammaire → książka do gramatyki; coiffeur pour dames → fryzjer damski; défense de fumer → zakaz palenia; maison à vendre → dom na sprzedaż, Agence Nationale pour l'Emploi → Państwowa Agencja Pracy, offre spéciale → oferta specjalna.
Poza tym rodzajnik opuszcza się:
- w konstrukcjach rzeczownik + de + rzeczownik
  - jeśli drugi rzeczownik stanowiący jakąś kategorię w pewien sposób determinuje pierwszy[63] lub tworzy rzeczownik złożony[64], np. un billet de train → bilet na pociąg, un cours d’allemand → kurs niemieckiego, un bouquet de tulipes → bukiet tulipanów, une pomme de terre → ziemniak; un directeur de banque → dyrektor banku (typ dyrektora) ale: C’est le directeur de la banque. → To jest dyrektor banku (tego). Il n'est pas un directeur, il est le directeur. → On nie jest jakimś tam dyrektorem, on jest tym właśnie dyrektorem. Porównaj: Dans ce magasin on peut acheter une lampe de salon. → W tym sklepie można kupić lampę do salonu (typ lampy). La lampe du salon l’éclairait d’une douce lumière. → Lampa z salonu oświetlała ją łagodnym światłem. W nazwie instytucji, wydarzenia zwykle używa się rodzajnika, np. Le musée du Cinéma → Muzeum Kina, le Ministère de l’Éducation → Ministerstwo Edukacji (ale: l’hôtel de ville → ratusz, le palais de justice → sąd)[47]: Le meilleur hôtel de la ville se trouve à côté de l’hôtel de ville. → Najlepszy hotel w mieście znajduje się obok ratusza.
  - jeśli rzeczownik ma znaczenie przymiotnika: une maison de repos → dom wypoczynkowy; une tenue de soirée → strój wieczorowy; une salle de bains → łazienka; porównaj: Il y a un arrêt d’autobus près d’ici. → Blisko stąd jest przystanek autobusowy. C’est l’arrêt de l’autobus 4. → To przystanek autobusu 4.
  - jeśli rzeczownik ma znaczenie przymiotnika i następuje po à[65]: une brosse à dents → szczoteczka do zębów; un frein à disque → hamulec tarczowy; ale zachowuje się rodzajnik określony, gdy à występuje w znaczeniu avec → z[65]: une tarte au chocolat → tarta czekoladowa; de la peinture à l’huile → farba olejna, une femme aux yeux bleus → kobieta o błękitnych oczach. Jeśli dany rzeczownik jest głównym składnikiem całości, to może występować de[66], porównaj: une salade de tomates → sałatka z pomidorów, un risotto à la tomate → risotto z pomidorami.
  - jeśli drugi rzeczownik, zwykle w liczbie mnogiej, określa surowiec, materiał, z którego zrobiony jest pierwszy rzeczownik, np. une couronne d'épines → korona cierniowa, un collier de perles → naszyjnik z pereł. Jeśli materiał jest zwarty, stosuje się raczej rzeczownik w liczbie pojedynczej poprzedzony przyimkiem en[63], np. un pantalon en coton → spodnie z bawełny, un fil en acier → stalowy drut, une bague en argent → pierścionek ze srebra.
- w porównaniach[23]: blanc comme neige → biały jak śnieg, dur comme fer → twardy jak stal.
- przed nazwami większości miast: Paris, Londres, Douvres (ale: Le Havre, La Haye → Haga, Le Caire → Kair). Jednakże rodzajnik przed nazwami miast pojawia się przy doprecyzowaniach – miasta kończące się na e uznaje się za rodzaju żeńskiego[67]: le Paris du XIXe siècle → Paryż XIX wieku; la Rome antique → starożytny Rzym.
- po niektórych czasownikach[68], np. changer d’avis → zmieniać zdanie, se tromper de direction → mylić kierunek; Je le connais de vue. → Znam go z widzenia. Na ogół następuje to wtedy, kiedy rzeczownik po przyimku de odgrywa rolę okolicznika względu[69]: La femme était mince de taille. → Kobieta była szczupła w talii.
- po przyimkach sans: Il voyage sans argent. → On podróżuje bez pieniędzy. (ale możliwe jest użycie rzeczownika z rodzajnikiem nieokreślonym po sans, wzmacniając przeczenie[70]: Elle l’a fait sans une hésitation. → Zrobiła to bez żadnego wahania).
- po niektórych przyimkach, w niektórych zwrotach[68]: avoir peur → bać się, faire peur → straszyć, avoir chaud → być [komuś] ciepło, avoir raison → mieć rację, avoir faim → być głodnym, avoir sommeil → być sennym, faire signe → dawać znak, faire allusion → robić aluzje, rendre service → oddać przysługę, rendre compte → uświadomić sobie, rendre justice → wymierzać sprawiedliwość, à pied → na piechotę, à travers champs → przez pola, sous main → pod ręką; Je l’ai pour amie. → Mam ją za przyjaciółkę. Il a fait de la prison pour fraude bancaire. → Siedział w więzieniu za oszustwo bankowe. ale jeśli pojawia się doprecyzowanie, stosuje się rodzajnik nieokreślony[40]: avoir une faim de loup → być głodnym jak wilk; Tu m’a fait une peur bleue. → Wystraszyłeś mnie na śmierć. Il a fait de la prison pour une énorme fraude bancaire. → Siedział w więzieniu za ogromne oszustwo bankowe.
  - po przyimku en[71], np. en été → latem, de minute en minute → z minuty na minutę; Je te parle en ami. → Mówię ci jako przyjaciel.
  - po przyimku par[71], gdy zwrot oznacza przypadającą ilość czegoś, środek łączności, np. par hazard → przez przypadek, par téléphone → przez telefon, par jalousie → z zazdrości; une fois par semaine → raz na tydzień (ale: envoyer par la poste → wysyłać pocztą, voyager par le train → podróżować pociągiem).
- w niektórych powiedzeniach, przysłowiach, wyrażeniach[63], np. à bon chat, bon rat → trafiła kosa na kamień (dosł. na dobrego kota dobry szczur), remuer ciel et terre → poruszyć niebo i ziemię, abondance de biens ne nuit pas → od przybytku głowa nie boli; sur terre et sur mer → na ziemi i na morzu.
- przy dniach tygodnia, jeśli chodzi o aktualny tydzień (gdy chodzi o tydzień ubiegły lub przyszły, dodaje się tylko odpowiednio dernier lub prochain)[72], np. Je suis parti mardi. → Wyjechałem we wtorek. Poza tym bez rodzajnika używa się pory dnia midi, minuit i nazwy miesięcy, np. Minuit a sonné. → Wybiła północ.

## Szczegółowe zasady używania rodzajników

### Nazwy jednostkowe
Nazw jednostkowych oznaczających rzeczownik jedyny na świecie, o który chodzi bez wątpliwości, używa się z rodzajnikiem określonym, np. La Terre est ronde. → Ziemia jest okrągła. W języku biblijnym czasem takie rzeczowniki występują w liczbie mnogiej, np. Jésus est descendu aux enfers. → Jezus zstąpił do piekieł. Czasami jednak rzeczowniki wymieniane jako nazwy jednostkowe są używane w kontekście, w którym nie są już nimi i mogą wtedy występować z rodzajnikami nieokreślonymi bądź cząstkowymi, np. Il m’a créé un enfer. → Urządził mi piekło. (piekło nie w znaczeniu otchłani piekielnej). Poza tym rodzajnik nie występuje, gdy przy nazwie pojawia się liczebnik un → jeden. Istnieją również idiomatyczne odstępstwa od tej reguły dotyczącej nazw jednostkowych jak Dieu → Bóg (w religiach monoteistycznych), Satan → Szatan, np. Dieu a créé une seule terre pour tous les hommes. → Bóg stworzył tylko jedną ziemię dla wszystkich ludzi.

### Bezkontekstowe nazwy

#### Liczba pojedyncza
Nazwy bezkontekstowe to nazwy samodzielne znaczeniowo, wyrażają swoje własne znaczenie i nic więcej. Przeciwstawne są im nazwy kontekstowe, które same wyrażają tylko część znaczenia, reszty trzeba domyślić się z kontekstu (np. le bandit → bandyta odnoszący się do występującego w tekście kilka zdań wcześniej l'homme aux cheveux roux → mężczyzna o rudych włosach). Bezkontekstowe nazwy ogólne w liczbie pojedynczej w użyciu szczegółowym (wyrażającym jednostkowy przedmiot lub stan rzeczy, ewentualnie ich zamknięty zbiór) łączą się z rodzajnikiem nieokreślonym, np. Il a cherché un mot dans un dictionnaire. → Szukał słowa w słowniku. Cette fillette de six ans essaye d’arrêter un voleur. → Ta sześcioletnia dziewczynka próbuje zatrzymać złodzieja. Il a acheté une voiture. → On kupił samochód. – nie ma informacji, jaki konkretnie samochód został kupiony, nie został on określony. 
Przedmiot może być świetnie znany mówcy, ale wyrażony tak, by identyfikacja nie była możliwa dla odbiorcy, np. J’ai fait la connaissance d’un électricien. → Poznałem elektryka. Chcąc zapytać przypadkowego przechodnia, czy widział kota należącego do mówcy, nie spyta on o mon chat → mojego kota, bo przechodzień nie zna jego kota. Padnie raczej pytanie: Avez-vous vu un chat ? → Czy widział pan kota? (jakiegokolwiek, choć wiadomo, że szukany jest konkretny). 
Rodzajnik nieokreślony może być również użyty w odniesieniu do konkretnych osób, do których mówca się zwraca. Zastosowana jest wtedy nazwa świadomie uogólniona, a wypowiedź nabiera nacechowanego charakteru, np. zamiast Tu ne voudrais pas m’aider ? → Nie chciałbyś mi pomóc? można powiedzieć Tu ne voudrais pas aider un ami ? → Nie chciałbyś pomóc przyjacielowi (komuś, kto jest twoim przyjacielem)? – mając na myśli siebie. 
Istnieją jednak odstępstwa od reguły używania rodzajnika nieokreślonego w przypadku takich bezkontekstowych nazw. Dla mówcy chcącego powiedzieć, że wybiera się do kina i pojedzie tam autobusem, wydawałoby się właściwe użyć w obu przypadkach rodzajnika nieokreślonego. Jednak w tych przypadkach to, że ma tu do czynienia z konkretnymi przedmiotami danego rodzaju (jedzie konkretnym autobusem do konkretnego kina) nie ma znaczenia, chodzi o sam rodzaj przedmiotu. Stąd Je prends le bus pour aller au cinéma. (istotne jest tu, że autobus będzie środkiem lokomocji, a do kina jedzie oglądać film). Une voiture a été écrasée par le tram. → Samochód został zmiażdżony przez tramwaj (ważne jest tu, jaki rodzaj pojazdu zmiażdżył pewien samochód). 
Najczęściej w takim użyciu występują nazwy instytucjonalne typu instytucje użyteczności publicznej (théâtre, hôpital, poste, police), osoby pełniące funkcje publiczne (docteur, médecin, agent de police, prêtre), obrzędy, rytuały (messe, baptême, sapin), zwyczajowe czynności (dîner, déjeuner, thé, apéritif), nazwy urządzeń jak télé, téléphone, radio. Porównaj: Elle a appris à chanter dans une église. → Ona nauczyła się śpiewać w kościele (jako budynek lub miejsce). Elle a appris à chanter à l’église. → Ona nauczyła się śpiewać w kościele (jako instytucja). On m’a installé le téléphone. → Zainstalowano mi telefon (chodzi o rodzaj urządzenia, mimo że zainstalowany został jeden aparat). Il travaille à la prison, à la poste. → On pracuje w więzieniu, na poczcie (chodzi o instytucję). Napis w supermarkecie: Sonnez. Le boucher vous conseillera. → Proszę dzwonić. Rzeźnik udzieli państwu porady. (na takim stoisku może pracować wielu rzeźników). Vous avez passé les vacances à la mer ou à la campagne ? → Spędziliście wakacje nad morzem czy na wsi? Tytuł obrazu Moneta La Japonaise → Japonka odnosi się do faktu, że postać na obrazie przejawia cechy typowe dla Japonki (np. kimono), niekoniecznie, że jest to jakaś osoba narodowości japońskiej. Niekiedy takie nazwy z intencją ogólną można także interpretować jako użycie sytuacyjne, np. Je vais chez le boulanger. → Idę do piekarni (piekarni w ogóle lub do tej konkretnej piekarni, do której codziennie chodzę).
Poza tym nazwy ogólne mogą być używane z rodzajnikiem określonym, kiedy nie jest istotne podkreślenie, o który przedmiot ze zbioru chodzi, zwłaszcza jeśli jest to zbiór o niewielkiej liczbie elementów. Stąd np. lever la main → podnieść rękę (w szkole), Il s’est cassé la jambe. → On złamał sobie nogę.

#### Liczba mnoga
Nazwy ogólne w liczbie mnogiej oznaczają zbiory pojedynczych przedmiotów i kiedy zbiór wyznaczony przez kontekst szczegółowy pokrywa się ze zbiorem wyznaczonym przez nazwę tego ogólnego zbioru, jest to zbiór całkowity. W takim przypadku używa się rodzajnika określonego. Praktyczne zastosowanie tej reguły jest jednak ograniczone, musi chodzić o wszystkie przedmioty danego rodzaju, wszystkie elementy zbioru, np. mowa o wszystkich morzach, kontynentach, językach, bankach, państwach, królach. Le destin est une puissance supérieure aux dieux. → Przeznaczenie jest siłą wyższą niż bogowie. Le troisième jour, Dieu créa les fleurs et les fruits. Le quatrième, les animaux. → Trzeciego dnia Bóg stworzył kwiaty i owoce. Czwartego – zwierzęta.
W zdaniach szczegółowych, gdzie nazwy w liczbie mnogiej oznaczają zbiory niecałkowite, występuje rodzajnik nieokreślony des jako odpowiednik un, une. Un client vous attend. Des clients vous attendent. → Klient na pana czeka. Klienci na pana czekają. Dans la cuisine, il y a des placards. → W kuchni są szafki. Dans une pâtisserie, des étudiants mangeaient des gâteaux. → W ciastkarni studenci jedli ciastka. Elle a voulu savoir s’il y aurait des femmes. Non, nous n’avions invité que des hommes. → Chciała wiedzieć, czy będą kobiety. Nie, zaprosiliśmy tylko mężczyzn. Mes frères ont épousé des mégères. → Moi bracia poślubili wiedźmy. Maintenant, je ne travaille pas. J’écoute des disques. → Teraz nie pracuję. Słucham płyt. Durant la tempête, des maisons ont été inondées. → Podczas burzy zostały podtopione domy. Des enfants jouent dans la cour. → Dzieci się bawią na dworze.
Istnieją jednak odstępstwa od powyższych reguł. En 1969, les Américains ont débarqué sur la Lune. → W 1969 Amerykanie wylądowali na Księżycu. Les Russes ont tué mon grand-père. → Rosjanie zabili mojego dziadka. W powyższych przykładach oczywiste jest, że nie wszyscy Amerykanie wylądowali na Księżycu ani nie wszyscy Rosjanie uczestniczyli w morderstwie. Występuje tu jednak rodzajnik określony, ponieważ rzeczowniki te zostały użyte z intencją uogólniającą. Zbiór ten jest ujęty jako jedna niepodzielna całość, czasem nawet niewielki podzbiór, gdy mówca uznaje, że wystarczająco oddaje charakterystykę całości. Depuis un certains temps, les biologistes s’intéressent beaucoup aux mécanismes épigénétiques. → Od pewngo czasu biolodzy bardzo interesują się mechanizmami epigenetycznymi.
Zasady te komplikuje dodatkowo fakt, że rodzajnik określony zamiast nieokreślonego stosuje się, kiedy ma za zadanie wyróżnić temat zdania, wskazać przedmiot, o którym mowa. Zwykle takie nazwy pełnią funkcję podmiotu. W tym wypadku zbiory niecałkowite wymagające normalnie rodzajnika nieokreślonego w funkcji podmiotu tematycznego wymagają rodzajnika określonego. Porównaj: À cette époque, on ne faisait en Grèce que de statues isolées, plus tard on a composé des groupes (dopełnienie). → W tym czasie wykonywano w Grecji tylko pojedyncze rzeźby, później tworzono grupy. À cette époque, on ne faisait en Grèce que de statues isolées, les groupes ont été composés plus tard. (podmiot) → W tym czasie wykonywano w Grecji tylko pojedyncze rzeźby, grupy były tworzone później. La terre se couvre de jonquilles. (de + des, dopełnienie) → Ziemia pokrywa się żonkilami. Les jonquilles couvrent la terre. (podmiot) → Żonkile pokrywają ziemię. Les fautes abondent dans votre demande. → Błędy występują licznie w pana wniosku (podmiot tematyczny).
Pomija się rodzajnik w związkach z liczebnikami głównymi i innymi wyrazami wyrażającymi ilość takimi jak: quelques, plusieurs, beaucoup, moins, peu, un peu, plus que, trop, tant, pas mal, combien, assez, autant, np. Je reçois plusieurs emails par jour. → Otrzymuję kilka maili na dzień. Wyrazy o charakterze przysłówkowym i rzeczownikowym wymagają przyimka de, np. combien de, beaucoup de, un million de. Ponadto pomija się rodzajnik w związkach z zaimkiem pytającym i wykrzyknikiem quels oraz z zaimkami nieokreślonymi certains, différents, divers, n’importe quels, quelques... que, np. Dans certains pays, ce film est interdit. → W pewnych krajach ten film jest zakazany. Rodzajnika nie pomija się jednak jeśli zaimek nieokreślony stoi po rzeczowniku: Il a lu divers livres. Il a lu des livres divers. → Przeczytał różne książki.
Liczbę mnogą od un autre stanowi d’autres. Porównaj: Je voudrais faire d’autres choses. → Chciałbym robić inne rzeczy. Mes enfants sont sages. Les enfants des autres sont insupportables. → Moje dzieci są grzeczne. Dzieci innych są nieznośne (de + les).

### Uogólnienia

#### Liczba pojedyncza
Używając nazw ogólnych z intencją ogólną, można wziąć za punkt wyjścia konkretny jednostkowy przedmiot i przedstawić go jako reprezentanta całego rodzaju. Przykładowo w zdaniu En 1969, l’homme a mis le pied sur la Lune. → W 1969 człowiek postawił stopę na Księżycu. dokonuje się uogólnienia polegającego na tym, że trzech Amerykanów reprezentowało w tym przypadku człowieka w ogóle. 
Należy odróżnić zdania ogólne, których nie da się umiejscowić w konkretnym przedziale czasowym od zdań szczegółowych. Porównaj: Un chat miaule. = Un chat, ça miaule. → Kot [generalnie] miauczy. Un chat a miaulé. → [Jakiś] Kot zamiauczał. Le chien aboie. → Pies [generalnie] szczeka. (zdanie ogólne) lub Pies [o którym ci przed chwilą wspomniałem] szczeka (zdanie szczegółowe).
W wielu przypadkach, posługując się zdaniami ogólnymi, można wymieniać rodzajnik nieokreślony na określony bez istotnej zmiany znaczenia. Un Français boit beaucoup de vin. Le Français boit beaucoup de vin. → Francuz pije dużo wina. Un chien est fidèle à son maître. Le chien est fidèle à son maître. → Pies jest wierny swojemu panu. W innych zdaniach wymiana rodzajnika powoduje istotną zmianę znaczenia lub wymienność ta jest niedopuszczalna. 
Rodzajnik nieokreślony w takich przypadkach stosowany jest wtedy, gdy właściwości przypisuje się nie tyle całemu rodzajowi, ile każdemu poszczególnemu okazowi należącemu do danego rodzaju. Zakłada się możliwość zaobserwowania przejawu danych cech u dowolnego przedmiotu danego rodzaju. Dlatego można powiedzieć Une chauve-souris vit dans une grotte. → Nietoperz [generalnie] żyje w jaskini. ale nie: La chauve-souris vit dans une grotte. ponieważ mogłoby to znaczyć, że wszystkie obecne, przeszłe i przyszłe nietoperze żyją w jednej jaskini. Z kolei w przypadku zdania Le kangourou vit en Australie. → Kangur żyje w Australii. niewłaściwy byłby rodzajnik nieokreślony, ponieważ w zdaniu chodzi o miejsce przebywania charakterystyczne dla całego gatunku. Można jednak powiedzieć Un chat miaule. → Kot miauczy (generalnie każdy kot z osobna potrafi miauczeć) oraz Le chat miaule. → Kot miauczy (kot jako gatunek zwierzęcia potrafi miauczeć). Mówiąc Un Tchèque boit de la bière chaque jour. → Czech pije piwo każdego dnia. sugeruje się, że spotykając dowolnego Czecha, można się spodziewać, że będzie on pił codziennie piwo. Mówiąc Le Tchèque boit de la bière chaque jour. sugeruje się, że jest to jedna z cech charakterystycznych całej nacji. 
Rodzajnik określony często ma wydźwięk „definicyjności”, zdanie przez to ma bardziej podniosły charakter. Zdania z nim można czasem przekształcić na zdania z segmentacją wymagające użycia rodzajnika nieokreślonego, jednak zdania takie są nacechowane stylistycznie, np. Le dauphin est intelligent. Un dauphin, c’est intelligent. → Delfin jest inteligentny. Zamiast rodzajnika określonego w zdaniach ogólnych może występować zaimek uogólniający tout → wszelki, każdy bez rodzajnika dla podkreślenia braku wyjątków odnośnie do występowania cechy. Porównaj: L’homme est faillible. → Człowiek jest omylny (generalnie omylny, ale być może jest wśród ludzi ktoś nieomylny). Tout homme est faillible. → Wszyscy ludzie są omylni (nie ma nieomylnych).
Zakładając możliwość wystąpienia zdarzenia ujawniającego daną cechę, używa się w takich zdaniach rodzajnika nieokreślonego. Podobnie w zdaniach wyrażającymi warunek, pod którym dana cecha może się ujawnić oraz z przysłówkami typu toujours, parfois, souvent, rarement, jamais. Une femme âgée peut parfois attirer le regard des jeunes hommes. → Starsza kobieta może czasem przyciągać spojrzenia młodych mężczyzn. Un enfant ne pleure pas quand il ne lui manque rien. → Dziecko nie płacze, kiedy niczego mu nie brakuje.
W zdaniach opisowych, gdzie przymiotnik pełni funkcję orzecznika, określając cechę przysługującą danemu rodzajowi przedmiotów, stosuje się rodzajnik określony. Można więc stwierdzić La femme est belle. → Kobieta jest piękna. mając na myśli kobietę jako rodzaj a nie każdą z osobna. Z tego względu można również powiedzieć La femme est belle mais ma belle-mère ne l’est absolument pas. → Kobieta jest piękna, ale moja teściowa absolutnie nie jest. Jeśli jednak do wyrażeń ogólnych typu Le crocodile est dangereux. → Krokodyl jest niebezpieczny. dodaje się wyrażenie sugerujące epizodyczność, możliwość zmiany danej cechy, pojawia się wtedy rodzajnik nieokreślony: Un crocodile est dangereux quand il est irrité. → Krokodyl jest niebezpieczny, jeśli jest rozdrażniony. En Chine, un Américain est grand. → W Chinach Amerykanin jest [odbierany jako] wysoki (tj. jeśli jakiś Amerykanin znajdzie się w Chinach). 
W zdaniach wyrażających jakąś normę, którą osoba powinna przestrzegać, używa się rodzajnika nieokreślonego. Porównaj: Un détective est discret. → Detektyw jest dyskretny (zwraca się uwagę, że powinien być, niekoniecznie rzeczywiście jest). Le détective est discret. → Detektyw jest dyskretny (generalnie detektyw to osoba dyskretna). Niektóre przymiotniki nie nadają się do użycia w takich konstrukcjach, ponieważ nie można upominać kogoś w związku z cechami niezależnymi od naszej woli, np. intelligent, malheureux. Można jednak stosować czasowniki, np. Un homme ne pleure pas. → Mężczyzna nie płacze.
Rodzajnik nieokreślony jest używany w zdaniach tautologicznych typu Il ne fait aucune distinction : pour lui, un chien est un chien. → On nie robi żadnego rozróżnienia – dla niego pies to pies. Stosować go można w porównaniach ze stopniem wyższym przymiotnika, jeśli występuje w obu porównywanych rzeczownikach, np. Un avion est plus rapide qu’une voiture. → Samolot jest szybszy od samochodu. Występuje także wtedy, kiedy mówi się nie o rodzaju, ale o jednym z podrodzajów, np. Un avion, l’Airbus, est rapide. → Samolot [jeden z rodzajów] Airbus jest szybki. ale: L’avion est rapide. → Samolot jest szybki (rodzaj). 
Rzeczowniki w orzeczniku mogą być używane zarówno z rodzajnikiem nieokreślonym, jak i określonym (w tym przypadku podmiot również musi być z rodzajnikiem określonym), np. Le carré est le rectangle équilatéral. (nie: un carré) → Kwadrat jest prostokątem równobocznym. Le sanglier est devenu une espèce invasive en Flandre. → Dzik stał się gatunkiem inwazyjnym we Flandrii.

#### Liczba mnoga
Z nazwami ogólnymi w liczbie mnogiej w funkcji podmiotu używa się tylko rodzajnika określonego, zarówno zastępując un/une, jak i le/la: Un livre doit être lu avec beaucoup d’attention. → Książka powinna być czytana z dużą uwagą. Les livres doivent être lus avec beaucoup d’attention. → Książki powinny być czytane z dużą uwagą. Le Français aime le fromage et le vin. → Francuz lubi ser i wino. Les Français aiment le fromage et le vin. → Francuzi lubią ser i wino. Liczba mnoga w zdaniach ogólnych występuje, gdy cechy przypisuje się poszczególnym przedmiotom należącym do rodzaju (jak w przypadku nieokreślonego w liczbie pojedynczej), ale niekoniecznie wszystkim (jak w przypadku określonego w liczbie pojedynczej). Dla podkreślenia, że chodzi o wszystkie przedmioty danego rodzaju, należy dodać zaimek uogólniający tous, np. Toutes les jeunes filles doivent se faire vacciner contre la rubéole. → Wszystkie młode dziewczyny muszą się zaszczepić przeciwko różyczce. Poza tym w niektórych przypadkach użycie rzeczownika w liczbie mnogiej jest bardziej naturalne ze względu na sens, np. Les fruits sont riches en vitamines. → Owoce są bogate w witaminy.
Rodzajniki nieokreślone w zdaniach ogólnych przy rzeczownikach liczby mnogiej występują w ramach wyjątku w zdaniach normatywnych: Un détective est discret. → Des détectives sont discrets. → Detektywi są dyskretni (tj. powinni być). Dla porównania zdanie z rodzajnikiem określonym Les détectives sont discrets stwierdza istniejący stan rzeczy. Drugim wyjątkiem są zdania oznaczające egzystencję, gdzie podmiot został przesunięty za czasownik, ale tylko takie, gdzie rzeczowniki mają przyłączenia ograniczające zakres ich znaczenia. Porównaj: Les fantômes existent.  → Duchy istnieją. Il existe des fantômes bienveillants. → Istnieją życzliwe duchy.

#### Nazwy ogólne w funkcjach innych niż podmiot
W roli innej niż podmiot nazwom ogólnym użytym w liczbie pojedynczej z rodzajnikiem nieokreślonym często odpowiadają w liczbie mnogiej nazwy ogólnie również z takim rodzajnikiem, przede wszystkim, jeśli nadal oznaczają otwarty zbiór możliwych czynności i zdarzeń, np. Ne me dérange pas quand je reçois un client. → Nie przeszkadzaj mi, kiedy przyjmuję klienta. Ne me dérange pas quand je reçois des clients. → Nie przeszkadzaj mi, kiedy przyjmuję klientów. Jeśli jednak wyrażane są cechy stałe, postawy psychiczne, reguły postępowania, to używa się rodzajnika określonego w liczbie mnogiej, np. On ne peut pas punir un enfant de cet âge. → Nie można karać dziecka w tym wieku. On ne peut pas punir les enfants de cet âge. → Nie można karać dzieci w tym wieku. Tworząc zdania oznaczające otwarte serie czynności, stosuje się rodzajnik nieokreślony, a w przypadku oznaczania umiejętności, specjalnych dyspozycji do wykonania danych czynności, stosuje się rodzajnik określony. Porównaj: Il soigne des malades. → On leczy chorych. Ce cap franchi, Lucas commence à soigner les malades. → Ukończywszy kurs, Lukas zaczyna leczyć chorych (zdobycie umiejętności leczenia). Elle conduit des voitures de course. → Ona prowadzi samochody wyścigowe. Elle conduit bien les voitures de course. → Ona potrafi dobrze prowadzić samochody wyścigowe. 
Rodzajnik określony stosuje się, kiedy zaznacza się fakt, że ktoś jest przeznaczony do pewnych działań, funkcji, np. Les députés font les lois. → Posłowie tworzą ustawy (zamiast des lois, bo podkreśla się, że do tego celu zostali wybrani). Ce produit tue les insectes. → Ten produkt zabija owady (bo to substancja owadobójcza). Cet automate poinçonne les tickets de métro. → Ten automat kasuje bilety na autobus (bo to kasownik). Analogicznie, jeśli mówi się o ogólnych prawidłowościach wynikających z pewnych stałych cech, np. Une publicité efficace attire les clients. → Efektywna reklama przyciąga klientów.. Jeśli jednak chodzi o możliwość zaistnienia zdarzeń, zdarzenia niedokonane wielokrotne (podobne do polskich czasowników typu czytywać, jadać), stosuje się rodzajnik nieokreślony, np. La neige provoque des accidents de la route. → Śnieg powoduje [nieraz] wypadki drogowe.
Policzalnych nazw nieprzedmiotowych z intencją ogólną używa się z rodzajnikiem określonym dla oznaczania rodzajów zdarzeń, zwłaszcza mówiąc o dyspozycjach, skłonnościach, przeznaczeniu. Nieokreślony rodzajnik występuje natomiast przy opisie zdarzeń lub związków między nimi, które mogą się w pewnych sytuacjach zaktualizować. Zdanie Julien fausse des dates, dénature ou suppose des faits. rejestruje postępki Juliena, wylicza, że fałszuje daty, wypacza lub domniemywa fakty. Zdanie Julien fausse les dates, dénature ou suppose les faits. sugeruje dodatkowo, że te czyny ujawniają jego naturalne skłonności, że postępki te wynikają z jego charakteru, postawy. Porównaj: Parfois, elle doit supporter des plaisanteries et des humiliations. → Czasami musi znosić dowcipy i upokorzenia. Elle supporte mal les plaisanteries. → Ona źle znosi dowcipy. Elle supporte les grossièretés avec humilité. → Ona z pokorą znosi akty grubiaństwa.

### Rodzajnik z nazwami pełniącymi funkcje orzeczeniowe
Nazwy mogą pełnić funkcję orzecznika w związku z czasownikami posiłkowymi takimi jak être, devenir, sembler, rester, paraître, apparaître, avoir l’air, s’avérer, se montrer, również w stronie biernej, np. être nommé, être élu, être considéré. Mogą również pełnić funkcję dopełnienia orzekającego przy odpowiednikach czynnych powyższych form biernych, np. nommer, élir, considérer. W języku polskim orzecznik jest wyrażany narzędnikiem, dlatego łatwo go odnaleźć w zdaniach typu: Prezydentem Rzeczypospolitej Polskiej był elektryk. oraz Prezydent Rzeczypospolitej Polskiej był elektrykiem. W języku francuskim jedyna różnica polega na tym, że nazwa w funkcji podmiotu przestawnego wymaga zawsze rodzajnika nieokreślonego. W związku z tym pierwsze zdanie przetłumaczone zostałoby jako Le président de la République de Pologne était un électricien. a drugie Le président de la République de Pologne était électricien.
Do nazw, których w orzeczniku na ogół używa się bez rodzajnika, należą cechy stałe jak zawód, narodowość, wyznanie, przekonania, status społeczny. Brak rodzajnika w tym wypadku powoduje, że zdanie niesie neutralną informację, czym się dana osoba zajmuje, jakiej jest narodowości, o jakich przekonaniach itd., np. Mon père était devenu charpentier. → Mój ojciec został cieślą. Je n’ai jamais été communiste. → Nigdy nie byłem komunistą. Il est Belge mais sa mère est née en Macédoine. → On jest Belgiem, ale jego matka urodziła się w Macedonii. Nazwy, które oznaczają cechę niestałą, sporadyczną są używane z rodzajnikiem nieokreślonym. Jeśli więc przykładowo ktoś popełnia morderstwa (stale, aspekt niedokonany), nie używa się rodzajnika, ale jeśli komuś zdarzyło się popełnić morderstwo (jednostkowy fakt lub niewystarczająca podstawa do dokonywania uogólnień, aspekt dokonany), to używa się rodzajnika nieokreślonego. Porównaj: Il se sentait coupable de sa mort, il avait l’impression d’être un meurtrier. → Czuł się winnym jego śmierci, miał wrażenie, że jest mordercą. Il est assassin et voleur mais il veut changer sa vie. → On jest zabójcą i złodziejem, ale chce zmienić swoje życie. En cette occasion, il n’a pas été un acteur, mais un spectateur. → Nie był tym razem aktorem, ale widzem. Il n’est pas acteur, il est un spectateur. → On nie jest aktorem, on jest widzem. Rodzajnik nieokreślony w takich przypadkach odgrywa rolę indywidualizującą, wyróżnia w pewien sposób daną osobę. Qui est-il? Il est un voyageur ? Non, il est notre capitaine. Il s’appelle Christophe Colomb. Il est voyageur et découvreur. → Kim on jest? On jest pasażerem? Nie, on jest naszym kapitanem. Nazywa się Krzysztof Kolumb. Jest podróżnikiem i odkrywcą. Gérard et moi étions copains autrefois. → Gerard i ja byliśmy kiedyś kolegami (cecha stała). Ces créatures étaient des hommes comme nous. → Te stworzenia były ludźmi jak my (ogólne nazwy osobowe użyte do identyfikacji). Porównaj: Ce médecin est assassin. → Ten lekarz jest mordercą (jest lekarzem oraz mordercą). Ce médecin est un assassin, il fait mourir ses patients par ignorance. → Ten lekarz jest mordercą, przez swoją niewiedzę sprawia, że jego pacjenci umierają.
Również możliwe jest użycie rodzajnika nieokreślonego, jeśli wyróżnia się osobę przez dodatkową treść wartościującą. Taki wartościujący charakter może być wzmacniany przez odpowiednią intonację. Tu es un écrivain ! Tes textes sont magnifiques. → Ty to jesteś pisarzem! Twoje teksty są wspaniałe. J’ai une faim ! → Ależ jestem głodny! N’étant pas peintre, il était un peintre. → Nie będąc malarzem [zawodowo], był malarzem [w mojej ocenie]. Tu es un père. → Ty to jesteś [prawdziwym] ojcem.
Po czasowniku posiłkowym être połączenie przyimka de z nazwą niepoliczalną poprzedzoną rodzajnikiem nieokreślonym lub nawet przymiotnikiem (użytym jak rzeczownik z rodzajnikiem) nadaje silny ładunek ekspresji, podkreślenie, np. C’est d’un sale ! → To jest dopiero syf! Ce type est d’une impudence ! → Ten typ jest strasznie bezczelny!
Rodzajnik jest pomijany, gdy nazw typu homme, femme, enfant używa się dla określenia wieku lub właściwego dla danych osób sposobu bycia, np. Je suis homme et rien de ce qui est humain ne m’est étranger. → Człowiekiem jestem i nic, co ludzkie, nie jest mi obce. lorsque j’étais petit garçon → kiedy byłem małym chłopcem.
Przwyczajenia, choć są stałymi cechami, zwykle wymagają użycia rodzajnika nieokreślonego, np. Il est un fumeur. → On jest palaczem. Jeśli jednak cecha ta jest istotna w jakiejś nieprywatnej sytuacji, to nie ma rodzajnika, np. w pytanie w restauracji Vous êtes fumeur ou non-fumeur ? → Jest pan osobą palącą czy niepalącą?
Istnieją ponadto pewne konstrukcje składniowe, gdzie obecność lub brak rodzajnika nie jest związana z charakterem nazwy. Zwroty takie jak c’est..., ce sont... avoir l’air de... zawsze wymagają użycia rodzajnika nieokreślonego, np. Dit-moi, ai-je l’air d’un vagabond ? → Powiedz mi, wyglądam jak włóczęga? C’est un poète. → To jest poeta.
Do nazw ogólnych osobowych, które w funkcji orzecznika wymagają zawsze rodzajnika nieokreślonego, należą nazwy ekspresywne i wyrażające ocenę, także w użyciu metaforycznym, np. charlatan → szarlatan, diable → diabeł, flatteur → pochlebca, macho, héros → bohater, np. Ma petite amie est un ange. → Moja dziewczyna jest aniołem. J’étais un cobaye. → Byłem królikiem doświadczalnym. (dosł. świnką morską). Rodzajnik nieokreślony pojawia się przed nazwami rzeczownikowymi o postaci przymiotników (świadczy, że przymiotnik ten odgrywa rolę rzeczownika). Porównaj: Il est un avare. → On jest skąpcem. Il est avare. → On jest skąpy. 
Porównaj również następujące zdania, w których można użyć rodzajnika określonego lub go pominąć: Leur intelligence était la ruse. Leur intelligence était ruse. W pierwszy zdaniu stwierdza się, że jedyną lub dominującą cechą ich inteligencji była przebiegłość. Drugie zdanie stwierdza, że ich inteligencja to tak naprawdę wcale nie inteligencja a przebiegłość, pokrywa się z nią i wyczerpuje w niej. W innym przykładzie Sa langue est la musique. → Jego językiem jest muzyka (muzyka służy mu do przekazywania myśli, komunikacji, używa jej zamiast języka). Sa langue est musique. → Jego językiem jest muzyka (język, w którym mówi, jest muzyką, jest piękny jak muzyka lub tak brzmi). W większości jednak zdań taka wymienność jest niemożliwa, np. Le travail est pour elle le plaisir. → Praca jest dla niej przyjemnością. W tym przypadku nie można pominąć rodzajnika, bo choć przyjemność może być jedynym, wyłącznym odczuciem wywołanym przez pracę, to jednak praca nie może przestać być pracą i w zamian stać się przyjemnością. 
Nazwy ogólne w roli orzecznika w zdaniach ogólnych występują z rodzajnikiem nieokreślonym, np. La tortue est un reptile. → Żółw jest gadem. L'or est un métal. → Złoto jest metalem. Podobnie w przypadku nazw przedmiotowych (nieosobowych) w użyciu szczegółowym, które pełnią funkcję orzecznika, np. Cette machine est un lave-vaisselle. → Ta maszyna to zmywarka. W podniosłym stylu literackim możliwe jest użycie orzecznika bez rodzajnika, np. La vie est combat. → Życie to walka.
Zdania zawierające orzecznik z rodzajnikiem określonym zwykle mają znaczenie identyfikacyjne. Porównaj: Vous êtes des plombiers ? Oui, nous le sommes. → Są panowie hydraulikami? Tak, jesteśmy. Vous êtes les plombiers ? Oui, c’est nous. → Są panowie tymi hydraulikami [po których dzwoniłem]? Tak, to my.
Z rodzajnikami określonymi używane są liczebniki porządkowe, jeśli oznaczają element zbioru uporządkowanego. W przeciwnym razie łączą się z rodzajnikiem nieokreślonym. Porównaj: Après avoir lu le troisième chapitre je me suis endormi. → Po przeczytaniu trzeciego rozdziału zasnąłem (trzeci w kolejności). Emmanuel Kant est le premier qui a abordé la notion d’objectivation. → Immanuel Kant jest pierwszym, który poruszył pojęcie obiektywizacji (spośród ludzi, filozofów). J’ai trois assistants et maintenant je cherche un quatrième. → Mam trzech asystentów i teraz szukam czwartego (nie ma tu szeregu uporządkowanego). J'ai plusieurs questions. Une première, c’est la question du sens. → Mam kilka pytań. Pierwsze to pytanie o sens (pytania nie są uporządkowane numerycznie).

### Rodzajnik cząstkowy i odstępstwa od jego użycia
Rodzajnik nieokreślony łączy się na ogół z nazwami policzalnymi; z niepoliczalnymi łączy się rodzajnik cząstkowy. Niektóre rzeczowniki jak vin, pain, fromage będące normalnie nazwami niepoliczalnymi mogą stać się nazwami policzalnymi, kiedy oznaczają pojedyncze, wyodrębnione porcje tych substancji, np. une tasse de thé (filiżanka kawy) → un thé; une statue de marbre (posąg z marmuru) → un marbre. Można użyć również takich nazw w liczbie mnogiej, np. Il a bu des bières. → Wypił [kilka] piw. Czasami takie policzalne nazwy powstają w wyniku redukcji nazw złożonych z nazwy substancji i jej odmiany, np. un vin może oznaczać jakieś nieokreślone wino z kategorii le vin blanc (wino białe), le vin mousseux (wino musujące) itp., np. Je leur versais le whisky, un whisky produit à partir d’orge malté. → Lałem im whisky, whisky wytworzone ze słodu jęczmiennego. W powyższym przykładzie przy słowie whisky za pierwszym razem użyto rodzajnika określonego, ponieważ nie chodzi tu o konkretną porcję a o zwrócenie uwagi o rodzaj substancji; podobnie w przypadku: Elle a plogné les doigts dans l’huile. → Zanurzyła palce w oleju.
Z pewnymi rzeczownikami policzalnymi można stosować rodzajnik cząstkowy, jeśli chodzi o niezidentyfikowaną bliżej ilość. Porównaj: Elle mange du gâteau, du poisson. → On je ciasto (kawałek), rybę (niekoniecznie jedną). Elle mange des gâteaux, des poissons. → Ona je ciasta, ryby. Niektóre rzeczowniki trudno jest policzyć, stąd stosuje się rodzajnik cząstkowy, np. du riz → ryż (des grains de riz → ziarenka ryżu), du raisin → winogrona (des grains/baies de raisin → jagody winogron), ale: des lentilles → soczewica, des groseilles → porzeczki. Niektóre rzeczowniki tworzące pewną całość stosuje się często z rodzajnikiem cząstkowym, np. de la salade → sałata, du céleri → seler; inne z rodzajnikiem w liczbie mnogiej, np. des épinards → szpinak.
Rodzajnik cząstkowy występuje w zwrotach porównawczych przy rzeczownikach niepoliczalnych tam, gdzie przy policzalnych stałby rodzajnik nieokreślony, np. Ça entre comme dans du beurre. → Wchodzi jak w masło.
Po przyimku par w dopełnieniu zdań w stronie biernej wymagany jest z rzeczownikami niepoliczalnymi rodzajnik określony zamiast cząstkowego, na zasadzie: Le feu a détruit l’édifice. → Ogień zniszczył budynek. L’édifice a été détruit par le feu. → Budynek został zniszczony przez ogień.
Rodzajnik cząstkowy jest pomijany w związkach z wyrazami wymagającymi użycia przyimka de, np. la vallée baignée de soleil → dolina skąpana w słońcu.
Metaforycznie można użyć rodzajnika cząstkowego po zwrocie il y a, mówiąc o posiadaniu pewnych cech kojarzonych z jakąś postacią, podobieństw. Mogą również występować w takich konstrukcjach nazwy własne, np. Il y a en lui du Machiavel. → Jest w nim coś makiawelicznego. Il y avait du temple dans cet arbre géant. → W tym potężnym drzewie było coś na podobieństwo świątyni.
Nazwy nieprzedmiotowe, niepoliczalne, odsyłające do czystej jakości (cechy, stanu, procesu itp.) występują z rodzajnikiem określonym, np. Il craint la ridicule. → On boi się śmieszności (ale: Il craint de paraître ridicule. → On boi się wyjść na śmiesznego). La jalousie me tue de l'intérieur. → Zazdrość zabija mnie od środka. Je te conseille la prudence / de la prudence. → Zalecam ci ostrożność / zachowanie [pewnej] ostrożności. Poza tym zamiast rodzajnika określonego w La terreur l’envahit. → Ogarnęła ją zgroza. można użyć rodzajnika nieokreślonego właśnie dla podkreślenia pewnej nieokreśloności – Une terreur l’envahit. → Ogarnęła ją nieopisana [jakaś] zgroza.
Jako dopełnienie bliższe standardowo wymagany jest rodzajnik cząstkowy, jeśli mówi się o posiadaniu danej cechy (avoir) lub powodowaniu posiadania (faire avoir), np. trouver (twierdzić, że ktoś ma cechę), exiger (wymagać, by ktoś miał cechę), provoquer, éveiller, déclencher (powodować, by ktoś miał cechę), np. Le changement exige de la détermination. → Zmiana wymaga determinacji. J’y vois du travail, mais je ne trouve pas de talent. → Widzę tutaj [włożoną] pracę, ale nie znajduję talentu. Autrefois, cet homme m'inspirait du dégoût. → Kiedyś ten człowiek wywoływał u mnie wstręt.
Rzeczowniki niepoliczalne z rodzajnikiem cząstkowym oznaczają niepełny zakres pojęcia, ograniczony jej stopień, dlatego zdanie Elle a de l’élégance. mniej zaznacza cechę elegancji w porównaniu z użyciem przymiotnika Elle est élégante.
Jeśli przed rzeczownikiem znajduje się przymiotnik, poprawne jest użycie de przed nimi, np. J’ai mangé de bonne viande. → Zjadłem dobre mięso, choć w języku codziennym jest to raczej niepowszechna reguła i mówi się J’ai mangé de la bonne viande. Czasami można jednak dokonać pewnego rozróżnienia: Versez-moi de meilleur vin. → Niech mi pan naleje lepszego wina (niż to, które już piłem). Versez-moi du meilleur vin. → Niech mi pan naleje [jakiegoś] lepszego wina (z tych lepszych, które pan ma). 

### Nazwy własne, zawołania
Z reguły nazw osobowych, nazw miejscowości używa się bez rodzajnika, np. un œuvre de Jean-Paul Sartre → dzieło Jeana-Paula Sartre’a. Stockholm est la capitale de la Suède. → Sztokholm jest stolicą Szwecji. Nazwa Christ → Chrystus może być używana zarówno bez rodzajnika, jak i z rodzajnikiem określonym. Rodzajnika nie używa się też w przypadku apostrof, zawołań, np. Aux armes, citoyens ! → Do broni, obywatele!. W języku polskim rzeczownikom takim odpowiada wołacz, np. Bonjour, voisine ! → Dzień dobry, sąsiadko! Garçon, l’addition, s’il vous plaît ! → Kelner, rachunek proszę. Użycie rodzajnika określonego jest nacechowane stylistycznie, nadaje poufały charakter, np. Raconte-moi un conte, l’oncle Melchior. → Opowiedz mi bajkę, wujaszku Melchiorze. Użycie rodzajnika określonego konieczne jest po słowach Monsieur, Madame, Mademoiselle, np. Madame la présidente → pani prezydent; Monsieur le chat, dit la petite souris, laissez-moi m’en aller. → Panie kocie, mówi myszka, proszę pozwolić mi odejść.
W niektórych nazwiskach występuje nierozerwalnie rodzajnik określony pisany dużą literą (np. La Rochefoucauld, La Fontaine), który nie zachowuje się jak typowy rodzajnik, ponieważ w związkach z przyimkami de, à nie następuje ściągnięcie, np. une exposition consacrée à Le Corbusier → wystawa poświęcona Le Corbusierowi. Podobnie niektóre miasta mają stały rodzjanik pisany dużą literą, np. La Nouvelle-Orléans → Nowy Orlean, La Mecque → Mekka, Le Pirée → Pireus, La Havane → Hawana. 
Nazwy osobowe również są w pewnych przypadkach używane z rodzajnikami. Imitując język włoski, rodzajnika określonego używa się z nazwiskami znanych malarzy, pisarzy, artystów włoskich, czasem również francuskich związanych z Włochami, np. le Caravage → Caravaggio, l’Arioste → Ludovico Ariosto, le Tasse → Torquato Tasso, le Pérugin → Pietro Perugino. Na zasadzie imitacji rodzajnik pojawiał się również przed nazwiskami słynnych śpiewaczek i artystek, głównie włoskich nazwisk, np. la Callas → Maria Callas, la Malibran → Maria Malibran. Nazwy osób można poprzedzać rodzajnikiem dla wyrażenia pogardy, lekceważenia, np. la Montespan zamiast Madame de Montespan, la Pompadour. W ludowym języku poufałym rodzajnik może być użyty z imionami (rzadziej z nazwiskami), aby podkreślić, że dana osoba jest jedyną w danej wsi, np. Il n’y a pas parmi vous la Julie ? → Nie ma wśród was [naszej] Julii?. Można w taki sposób również tworzyć nazwy od imienia męża, np. la Martine → Marcinowa. 
Nazwy własne mogą ponadto zostać użyte bezkontekstowo, z podkreśleniem wartości ogólnej i wtedy łączą się z rodzajnikiem nieokreślonym, np. Un Dupont est mort avant-hier soir. → Jakiś Dupont umarł przedwczoraj wieczorem. Gdyby użyto zdania bez rodzajnika Dupont est mort avant-hier soir, oznaczałoby to, że dla obu rozmówców ta osoba jest znana (analogicznie, gdyby nazwisko to zastąpić np. rzeczownikiem odpowiednio un policier i le policier). Przed imionami lub nazwiskami z rodzajnikiem nieokreślonym może występować zaimek certain lub imiesłówy nommé, dénommé, np. Une certaine Pauline a été victime d’un vol. → Pewna Paulina padła ofiarą kradzieży. un nommé Pierre → ktoś o imieniu Pierre. Ponadto w użyciu ogólnym w liczbie mnogiej można stosować rodzajnik określony, np. Les Adam ont leur fête le 24 décembre. → Adamowie obchodzą swoje święto 24 grudnia.
Nazwy własne mogą być użyte z rodzajnikiem nieokreślonym w celu świadomego uogólnienia, opierając się na jakichś ich charakterystycznych cechach znanych rozmówcom, np. Pourquoi un Le Pen est-il capable de séduire les électeurs ? → Dlaczego ktoś taki jak Le Pen jest zdolny uwieść wyborców?
Czasami nazw własnych używa się w znaczeniu metaforycznym dla oznaczenia cech osobowościowych lub roli, dorobku danej osoby, np. Lui, c’est Socrate en personne. → On to jest Sokratesem we własnej osobie. Dodanie rodzajnika przy nazwach własnych użytych w sensie metaforycznym powoduje, że mają funkcję czysto charakteryzującą, zbliża je to do nazw pospolitych. Porównaj: Il n'est pas Casanova. → On nie jest Casanovą (Włochem żyjącym w XVIII w.). Il n'est pas un Casanova. → On nie jest casanovą (uwodzicielem). Ainsi réagirait un Tartuffe → Tak zareagowałby Świętoszek.
Nazwy własne mogą również być zastosowane metonimicznie, kiedy nie oznaczają jakiejś osoby, ale coś innego pozostającego z nią w jakimś stosunku, np. un La Fontaine → bajka La Fontaine’a. Porównaj: Renault a voulu acheter Citroën. → Renault chciało kupić Citroëna (producenci samochodów). Jean veut acheter une Mercedes (une voiture Mercedes). → Jean chce kupić mercedesa (samochód osobowy). Jean veut acheter un Mercedes (un camion Mercedes). → Jean chce kupić mercedesa (ciężarówkę).
Takie nazwy metonimiczne mogą być też używane bez rodzajnika dla oznaczenia dzieła jakiegoś twórcy w abstrakcji od składających się na to dzieło pojedynczych utworów, np. J’avais lu Flaubert, mais je n’ai jamais apprécié cet écrivan. → Czytałem Flauberta, ale nigdy nie ceniłem tego pisarza. W celu oznaczenia pewnej liczby utworów stanowiących nieokreśloną część dzieła twórcy stosuje się rodzajnik cząstkowy. W takim przypadku zawsze używa się rodzajnika du, nawet gdy nazwy należą do rodzaju żeńskiego lub zaczynają się na samogłoskę. Porównaj: Il m’a présenté Colette. → Pokazał mi twórczość Colette. Il ma présenté du Colette. → Pokazał mi pewne utwory Colette. Il m’a présenté une Colette. → Pokazał mi jakiś jeden utwór Colette.
W przypadku tytułów, w których znajduje się jeden główny rzeczownik z rodzajnikiem, zwykle tworzy się od niego formy ściągnięte, jeśli konstrukcja zdania tego wymaga, np. l’article consacré aux « Fleurs du mal » → artykuł poświęcony „Kwiatom zła”. Jeśli występują w tytule dwa rodzajniki lub tytuł jest zdaniem, możliwe jest tworzenie formy ściągniętej dla pierwszego, np. le héros du « Rouge et le Noir » → bohater [powieści] „Czerwone i czarne”; można także uniknąć formy ściągniętej – le héros de « Le Rouge et le Noir ».

#### Toponimy
Nazwy miejscowe (toponimy), poza nazwami miejscowości, na ogół wymagają rodzajnika określonego. Dotyczy to nazw kontynentów (l’Europe, l’Afrique), krajów, prowincji i regionów (la Bourgogne, l’Alsace), departamentów (la Loire), łańcuchów górskich (les Tatras, les Andes, les Alpes), mórz i oceanów (la Méditerranée, le Pacifique), rzek (la Seine → Sekwana, la Vistule → Wisła, le Rhône → Rodan).
W przypadku wysp:
- przed nazwami wysp nieeuropejskich zwykle nie występuje rodzajnik: Cuba, Madagascar, Hawaï, Haïti, Java, Sumatra, Bornéo, Taiwan, Terre-Neuve → Nowa Fundlandia, ale: la Guadeloupe, la Martinique, la Nouvelle-Zélande, la Jamaïque (np. J’habite à la Réunion. Je viens de la Réunion). W przypadku zamorskich terytoriów Francji coraz częściej używa się przyimka en[104].
- przed nazwami wysp europejskich zwykle występuje rodzajnik: la Sicile, la Crète, la Corse, l'Irlande ale: Malte, Chypre, a także Majorque, Rhodes i inne wyspy noszące nazwę taką samą jak miasto.
- przed nazwami wysp w liczbie mnogiej występuje rodzajnik: les Canaries, les Comores.

Przed nazwami krajów występuje rodzajnik określony, najczęściej żeński: la Pologne, la France. Rodzaju męskiego są m.in. le Canada, le Japon, le Maroc, le Portugal, le Danemark, le Brésil, le Luxembourg, le Mexique, le Venezuela, le Pérou, le Soudan, le Kenya, le Congo.
Gdy nazwa kraju występuje jako okolicznik miejsca, inaczej zachowują się rzeczowniki rodzaju żeńskiego, inaczej męskiego. Rodzajnik pomija się, gdy nazwy odgrywają rolę okoliczników miejsca w połączeniu z przyimkiem en – dotyczy to nazw rodzaju żeńskiego oraz męskiego zaczynających się na samogłoskę oznaczających kontynenty (en Europe → w Europie), kraje (en Hongrie → na Węgrzech, en Espagne → w Hiszpanii), niektóre wyspy (en Corse, en Sicile, en Sardaigne, en Nouvelle-Guinée). 
Porównaj:
- rodzaj żeński: Je vais en France, en Pologne.
- rodzaj męski: Je vais au Japon, au Canada; je reviens du Canada.
- rodzaj męski zaczynający się na samogłoskę[107] lub nieme h: Je vais en Irak, en Haïti, en Israël[c].

Rodzajnik jest pomijany w związkach nazw z przyimkiem de. Często tworzą je czasowniki takie jak revenir de → powracać z, retourner de → wracać z, arriver de → przyjeżdżać z. Stąd Je reviens de France (nie: Je reviens de la France) → Wracam z Francji. Il revient d’Italie,  d’Irak, d’Haïti, d’Israël. → On wraca z Włoch, Iraku, Haiti, Izraela. Często również pomija się rodzajnik, gdy nazwy te pełnią funkcję przydawki, zwłaszcza w połączeniu z rzeczownikami odpowiadającymi powyższym czasownikom, również z nazwami kontynentów, np. le retour d’Afrique, de France, de Pologne, d’Égipte → powrót z Afryki, Francji, Polski, Egiptu.
W przypadku departamentów zwykle używa się przyimka dans, np. dans les Ardennes → w Ardenach, dans le Gers itd. Niektóre nazwy łączą się z przyimkiem en, np. en Ardèche, en Isère, en Savoie, en Haute-Saône, en Corse, en Bourgogne, en Bretagne, en Aquitaine.
Rodzajnik pomija się w połączeniu z przyimkiem de w złożonych nazwach departamentów francuskich rodzaju żeńskiego zaczynających się na spółgłoskę i fakultatywnie na samogłoskę, np. les habitants de Saône-et-Loire → mieszkańcy [departamentu] Saona i Loara. Dotyczy to także prowincji francuskich – pomija się rodzajniki fakultatywnie, ale dość często, np. revenir de Bretagne (de la Bretagne), d’Alsace (de l’Alsace) → wracać z Bretanii, Alzacji.
Rodzajniki pomija się także w historycznie utrwalonych nazwach godności, tytułach królewskich i książęcych, gdzie składnikiem jest nazwa państwa, królestwa lub księstwa w rodzaju żeńskim oraz męskim, gdy zaczyna się na samogłoskę, np. le roi de France → król Francji, la reine d’Angleterre → królowa Anglii, le tsar de Russie → car Rosji, le duc de Bourgogne → książę Burgundii, l’ambassadeur de Lituanie → ambasador Litwy; ale: l’empereur du Japon → cesarz Japonii, l’ambassadeur du Portugal → ambasador Portugalii.
Poza tym rodzajniki często pomija się przed krajami i regionami rodzaju żeńskiego, mówiąc o pochodzeniu, lokalizacji, np. les vins d’Italie → wina Włoch, les villes de Croatie → miasta Chorwacji, l’équipe de France → drużyna Francji (ale z rodzajem męskim – l’équipe du Danemark → drużyna Danii). Szczególnym przypadkiem jest wyraz historia. Historię własnego państwa postrzega się jako pewną „całość”, monument, dlatego mówi się l’histoire de France → historia Francji, ale l’histoire de l’Italie → historia Włoch.
Rodzajnik występuje, jednak jeśli przyimek de wyraża przynależność, nawet jeśli rzeczownik oznaczający kraj da się zastąpić przymiotnikiem, np. la capitale de la Grèce → stolica Grecji, l’économie de l’Allemagne → gospodarka Niemiec, les conquêtes de l’Angleterre → podboje Anglii. 

### Nazwy złożone
W przypadku dwuczłonowych nazw nieprzedmiotowych wymagany jest rodzajnik określony, jeśli występuje duży stopień pewności realizacji czynności lub zdarzeń oraz nieokreślony, jeśli ten stopień pewności jest niski. Porównaj: Une levée des sanctions/ La levée des sanctions contre la Russie est inscrite dans l’ordre du jour. → Zniesienie sankcji przeciwko Rosji jest wpisane w harmonogram. Czasami użycie rodzajnika nieokreślonego, jeśli jest możliwe w danym przypadku również użycie rodzajnika określonego, może sugerować, że czynność jest realizowana tylko w ograniczonym zakresie. Porównaj: La décision d’un engagement de troupes a été prise après une discussion orageuse. → Decyzja o zaangażowaniu [w pewnym stopniu] wojsk została podjęta po burzliwej dyskusji. La décision de l’engagement de troupes a été prise après une discussion orageuse. → Decyzja o zaangażowaniu wojsk została podjęta po burzliwej dyskusji.
W trójczłonowych nazwach zawierających de pomija się rodzajnik, jeśli człon pierwszy i trzeci mogą utworzyć ze sobą sensowne wyrażenie, a drugi oznacza cechę stałą, niejednostkową i niepojedyncze zdarzenie. Porównaj: l’inefficacité de l’effort du vendeur → nieskuteczność wysiłku sprzedawcy (zamiast: l’inefficacité d’effort du vendeur), ale np. la profondeur de pensée du philosphe → głębokość myśli filozofa.
Porównaj wyrażenia une/la tentative de l’assassinat de Bernard oraz une/la tentative d’assassinat de Bernard. Można je przetłumaczyć jako próba zabójstwa Bernarda, ale tylko pierwsze jednoznacznie wskazuje, że to Bernard był ofiarą i taka wersja jest wybierana intuicyjnie. Drugie zdanie może oznaczać, że Bernard był ofiarą albo zabójcą – jest dwuznaczne. Takie zdania nie mają w drugim członie rodzajnika. Inny przykład: la crainte de l’incompréhension du présentateur → lęk przed niezrozumieniem prezentera, la crainte d’incompréhension du présentateur → lęk przed nierozumieniem prezentera lub lęk prezentera przed niezrozumieniem.
Nazwy złożone z rodzajnikiem nieokreślonym przy nazwie pobocznej mogą mieć charakter szczegółowy, mają odniesienie do ewentualnych lub zaistniałych pojedynczych zdarzeń. Porównaj: l’accusation d’un vol → oskarżenie o kradzież [konkretnego przedmiotu] i une accusation de vol → oskarżenie o [dokonanie czynu kwalifikowanego jako] kradzież. Podobnie une idée de mariage → myśl o małżeństwie [w ogóle] i l’idée d’un mariage → myśl o małżeństwie [z jakąś konkretną osobą]. Nazwy użyte z intencją ogólną z rodzajnikiem określonym i bez rodzajnika często konkurują ze sobą bez wyczuwalnej różnicy znaczeń, choć czasem mogą występować pewne preferencje trudne do systematyzacji, np. À la pensée du danger / À la pensée de danger, elle avait des frissons. → Na myśl o niebezpieczeństwie miała dreszcze.

### Powtarzanie rodzajnika
W zasadzie rodzajnik powtarza się przed każdym rzeczownikiem, np. J'aime le jambon et le saucisson. → Lubię szynkę i kiełbasę. Nie powtarza się jednak rodzajnika, jeśli rzeczowniki są postrzegane jako pewna całość, np. les frères et sœurs → rodzeństwo, les us et coutumes → zwyczaje i obyczaje, les officiers, sous-officiers et soldats → oficerowie, podoficerowie i żołnierze, les pertes et profits → straty i zyski. W takich zestawieniach, jeśli używa się rzeczowników w liczbie pojedynczej, muszą być tego samego rodzaju. Kiedy drugi rzeczownik stanowi uzupełnienie pierwszego, bo chodzi o jedną osobę lub przedmiot, wtedy rodzajnika nie powtarza się, np. Je vous présente un ami et collaborateur de notre professeur. → Przedstawiam państwu przyjaciela i współpracownika [w jednej osobie] naszego profesora.
Jeśli przymiotniki stoją przy rzeczowniku, lepiej jest powtarzać rodzajnik z rzeczownikiem, jeśli nie tworzą żadnej „całości”, np. la vaisselle propre et la vaisselle sale  → naczynia czyste i brudne, la langue latine et la langue grecque → język łaciński i język grecki. Częściej jednak wykorzystuje się inną konstrukcję – les langues latine et grecque. Porównaj: les XVIIe et XVIIIe siècles, le XVIIe et le XVIIIe siècle, XVIIe–XVIIe siècle; En vente les mardis et vendredis. → W sprzedaży we wtorki i piątki. En vente les mardi et vendredi de chaque semaine. W sprzedaży we wtorek i piątek każdego tygodnia. Rodzajnik można pominąć w wyliczeniach, kiedy nazwy występują w jednorodnych szeregach, np. Les cambrioleurs ont tout volé : documents, meubles, ordinateurs. → Włamywacze wszystko ukradli: dokumenty, meble, komputery. Le musée conserve de nombreuses oeuvres d'artistes éminents : peintures, sculptures, collages. → Muzeum przechowuje liczne dzieła wybitnych artystów: obrazy, rzeźby, kolaże.

### Nazwy z dopowiedzeniem
Pewne nazwy z dopowiedzeniem wypowiada się w jednym takcie intonacyjnym (bez pauz). Należą do nich nazwy rozwinięte z nazwą własną osobową i przydomkiem. Przydomek może być wyrażony pojedynczym rzeczownikiem lub przymiotnikiem – wtedy poprzedza go rodzajnik określony, albo nazwą złożoną – w tym wypadku można pominąć rodzajnik. Przykłady: Matthieu l'Évangéliste → Mateusz Ewangelista, Jacques le Fataliste → Kubuś Fatalista, Jack l'Éventreur → Kuba Rozpruwacz, Philippe le Bel → Filip Piękny, ale: Richard Cœur de Lion → Ryszard Lwie Serce, Jean sans Terre → Jan bez Ziemi. 
Można również wyróżnić nazwy rozwinięte, gdzie nazwa przyłączona poprzedza główną. Zwykle są traktowane jako nazwy jednostkowe i wymagają rodzajnika określonego, nawet jeśli sama nazwa własna wystarcza do identyfikacji, np. l’empéreur Frédéric → cesarz Fryderyk, le cardinal Richelieu → kardynał Richelieu, l’historien britannique Norman Davies → historyk brytyjski Norman Davies. Wyjątek stanowią słowa saint → święty i frère → brat zakonny, np. saint François d’Assise → św. Franciszek z Asyżu. 
Inną funkcję pełnią nazwy pospolite bez rodzajnika, które wyznaczają odmienną rolę danej osoby, tak jakby były zupełnie innymi osobami, np. Sartre écrivain est plus connu que Sartre philosophe dont les œuvres sont difficiles. → Sartre jako pisarz jest bardziej znany niż Sartre filozof, którego dzieła są trudne. Nazwy własne osobowe mogą także poprzedzać nazwy pospolite nieosobowe, np. nazwy ulic, kościołów, imprez, np. le plan Marshall → plan Marshalla, l’année Chopin → rok Chopina, la place Lénine → plac Lenina, la Tour Eiffel → wieża Eiffla. Jeśli jednak nazwa własna jest poprzedzona nazwą pospolitą (np. tytułem), wymagany jest przyimek de, np. la place du Général−Catroux (de + le) → Plac Generała Catroux.
Poza tym dopowiedzenie może być oddzielone od nazwy pauzą. Przedmiot lub osoba określona jest przez nazwę główną, a dołączone dopowiedzenie stanowi komentarz podkreślający pewne własności. Przyłączenia takie mogą mieć rolę bliską okolicznikom i informować o przyczynach, motywach działania, czasie. W takich przypadkach nie używa się rodzajnika. Przykłady: Paul, policier, aurait le droit d’intervenir. Simple étudiant, il ne le peut pas. → Paul jako policjant / gdyby był policjantem, miałby prawo zainterweniować. Jako zwykły student / Ponieważ jest zwykłym studentem, nie może tego zrobić. Vienne, capitale de l'Autriche, attire beaucoup de touristes. → Wiedeń, stolica Austrii, przyciąga wielu turystów. Enfant, il jouait à la balle. → Jako dziecko grał w piłkę. Brak rodzajnika nie dotyczy nazw wtrąconych, oddzielonych w zdaniu z obu stron, np. Le premier roi de Pologne, Boleslas, mourut 60 jours après son couronnement. → Pierwszy król Polski, Bolesław, umarł 60 dni po swojej koronacji. Nazwa przyłączona z rodzajnikiem określonym może być używana dla podkreślenia szczególnej cechy przez osobę wyznaczoną nazwą główną, często stosuje się przy niej wyrazy wartościujące, np. Jeanne d’Arc, l’héroïne célèbre, sauva la France. → Joanna d’Arc, sławna bohaterka, uratowała Francję. Porównaj: Pasteur, chimiste français, naquit en 1822. → Pasteur, chemik francuski, urodził się w 1822. Pasteur, le chimiste français, naquit en 1822. → Pasteur, ten słynny, wielki francuski chemik, urodził się w 1822. Pasteur, un chimiste français, naquit en 1822. → Pasteur, jeden z chemików francuskich, urodził się w 1822. Son frère, médecin, peut le guérir. → Jego brat, lekarz, może go wyleczyć (ma jednego brata). Son frère, le médecin, peut le guérir. → Jego brat, ten, który jest lekarzem, może go wyleczyć (ma kilku braci).

## Porównanie rodzajników
| Przykłady                                        | Rodzajnik nieokreślony | Rodzajnik cząstkowy / zerowy                                                                                               | Rodzajnik określony |
| ------------------------------------------------ | --- | --- | --- |
| Przykładowe użycie rodzajników przy słowie vent  | Aujourd’hui, il y a un vent terrible. → Dziś jest straszny wiatr. (rzeczownik określony przymiotnikiem) | Il y a du vent aujourd’hui. → Dziś jest wietrznie. (nieokreślona ilość)                                                    | Aujourd’hui le vent s’est levé à 7 heures. → Dziś wiatr zerwał się o 7. (wiatr jako rzeczownik unikalny) |
| Przykładowe użycie rodzajników przy słowie steak | Prends un steak. → Weź [jakiś/jeden] stek. | Achète du steak. → Kup [trochę/ileś] steku.                                                                                | Mets le steak au frigo. → Włóż [ten] stek do lodówki. J’aime le steak. → Lubię [generalnie] stek. |
| Przykładowe użycie rodzajników przy słowie bière | On va prendre une bière ? → Zamawiamy piwo? (un verre de bière – szklankę piwa) | Le soir, beaucoup de Tchèques boivent de la bière. → Wieczorem wielu Czechów pije piwo.                                    | La bière allemande est très réputée. → Piwo niemieckie jest bardzo cenione. |
| Przykładowe użycie rodzajników przy słowie chien | Un chien vit environ 16 ans → Pies żyje około 16 lat (reprezentuje gatunek) | | Le chien est le meilleur ami de l’homme. → Pies jest najlepszym przyjacielem człowieka. (reprezentuje ideę) Les chiens aboient sur les chats mais le mien les adore. → Psy szczekają na koty, ale mój je uwielbia. (generalizowanie) |
| Przykładowe użycie rodzajników przy słowie musée | Laurent a visité des musées. → Laurent odwiedził muzea. (nie znam za bardzo tych muzeów, nie wiem które) | | Laurent a visité les musées. → Laurent odwiedził muzea. (które mu poleciłem lub wszystkie w mieście) |
| Rodzajniki przy dniach tygodnia                  | Venez me voir un samedi. → Przyjdź do mnie w jakąś sobotę. | Elle viendra mardi. → Ona przyjdzie we wtorek. Venez mardi prochain. → Przyjdźcie w przyszły wtorek.                       | Le directeur reçoit le jeudi. → Dyrektor przyjmuje w czwartki. Le dimanche, les chrétiens vont à l’église. → Co niedzielę chrześcijanie chodzą do kościoła.                                                                          |
| Konstrukcje avoir z chorobami i dolegliwościami  | avoir une pharyngite, un rhume, un ulcère → mieć zapalenie gardła, katar, wrzód (mieć reakcję zapalną) | avoir de la fièvre, de l’asthme, des allergies, des frissons → mieć gorączkę, astmę, alergię, dreszcze (reakcja organizmu) | avoir la grippe, le sida, la tuberculose, le cancer → mieć grypę, AIDS, gruźlicę, raka (choroby epidemiczne lub poważne) |
| Rodzajniki w opisie wyglądu fizycznego           | Elle ouvre des yeux ronds. → Ona otwiera okrągłe oczy (rodzajnik nieokreślony sugeruje, że okrągłe oczy nie są jej cechą stałą, ale zrobiły się takie np. ze zdziwienia) Elle a un grand nez. → Ona ma duży nos (jeśli przymiotnik stoi przed rzeczownikiem, możliwe jest użycie tylko rodzajnika nieokreślonego) Elle a des cheveux bruns frisés. → Ona ma kręcone brązowe włosy. Elle a des yeux splendides. → Ona ma wspaniałe oczy (gdy użyte są dwa przymiotniki lub gdy opis jest oceną, stosuje się wyłącznie rodzajnik nieokreślony) | | Elle a les yeux bleus. → Ona ma błękitne oczy. Elle a le nez droit. → Ona ma prosty nos (opis obiektywny, przymiotnik za rzeczownikiem).                                                                                             |

## Wymowa
Szczególnie kłopotliwe może być prawidłowe wypowiadanie wyrazów les, des oraz le i de. W rodzajnikach les i des występuje głoska [e] lub [ɛ], podczas gdy w le i de w zależności od poprzedzających głosek występuje szwa [ə] lub nie występuje żadna samogłoska (tzw. chute du ə). Szwa w le i de wymawia się, jeśli wyrazy te występują na początku zdania. W środku zdania szwa wymawia się, jeśli głoskę tę poprzedzają co najmniej dwie wypowiadane spółgłoski: 
sur le lit /syʁ lə li/; avec le président /a.vɛk lə pʁe.zi.dɑ̃/. 
Szwa nie wymawia się, jeśli poprzedza je w wymowie tylko jedna spółgłoska: 
sous le lit /su l‿li/, chez le président /ʃe l‿pʁe.zi.dɑ̃/.
Odróżnianie wymowy le i les, de i des jest szczególnie istotne ze względu na fakt, że w mówionym języku francuskim często tylko po rodzajnikach można poznać, czy dany rzeczownik użyto w liczbie pojedynczej, czy mnogiej. Porównaj: Le chat miaule. /lə ʃa mjol/ → Kot miauczy. Les chats miaulent /le ʃa mjol/ → Koty miauczą.
Elizja jest obowiązkowa dla rodzajnika określonego poza h przydechowym: l’aéroport /l‿a.e.ʁo.pɔʁ/, l’école /l‿e.kɔl/ ale: le hazard /lə a.zaʁ/.
Łączenie międzywyrazowe jest obowiązkowe poza h przydechowym: un enfant /œ̃.n‿ɑ̃.fɑ̃/, les hommes /le.z‿ɔm/ ale: un hamster /œ̃ am.stɛʁ/.

## Historia rodzajnika w języku francuskim
W łacinie rodzajniki nie występowały wcale, ale wszystkie języki, które rozwinęły się z łaciny mają system rodzajników. Spośród nich w języku francuskim rozwinął się on w największym stopniu. Rodzajnik określony w językach romańskich jest obecny praktycznie w ich najstarszych zabytkach piśmiennictwa. Co prawda w przysiędze strasburskiej z 842 r. nie odnotowano ani jednego jego użycia, co związane jest z tym, że albo jego stosowanie nie było wtedy jeszcze konieczne, albo oficjalny język prawnego dokumentu rozmyślnie ciążył ku łacinie i nie oddawał żywego języka epoki. Jednak już 40 lat później w Sekwencji o świętej Eulalii rodzajnik występuje i pełni rozmaite funkcje. Rodzajnik nieokreślony i cząstkowy wykształcił się później w stosunku do określonego, choć na wczesnym etapie rozwoju były one już obecne w języku starofrancuskim.

### Rodzajnik określony
W łacinie zaimek wskazujący ille oznaczał tamten i stał w opozycji do zaimka hic → ten. Ewolucja ille przebiegała dwiema ścieżkami. Z jednej strony zaimek ille z czasem stawał się coraz częściej używany przed rzeczownikami, tracił swoją funkcję wskazującą i ostatecznie w większości języków romańskich przekształcił się w rodzajnik określony. Zaczął być używany do przywoływania jakichś konkretnych przedmiotów, które rozmówcy mieli w pamięci, wyrażając je na zasadzie anafory. Z drugiej strony ze zwrotu ecce ille powstał w starofrancuskim zaimek wskazujący cil (obok cist powstałego ze zwrotu ecce iste) i podobnie w innych językach romańskich tego typu zaimki funkcjonowały do bezpośredniego przywoływania przedmiotów obecnych w rzeczywistości.
| Odmiana rodzajnika określonego | Odmiana rodzajnika określonego | Odmiana rodzajnika określonego |
| liczba pojedyncza              | liczba pojedyncza              | liczba pojedyncza              |
| funkcja                        | rodzaj                         | rodzaj                         |
| funkcja                        | masculin                       | féminin                        |
| ------------------------------ | ------------------------------ | ------------------------------ |
| podmiot (CS)                   | ille → li                      | illa → la                      |
| dopełnienie (CR)               | illum → lo → le                | illam → la                     |
| liczba mnoga                   |                                |                                |
| podmiot (CS)                   | illi → li                      | illae → les                    |
| dopełnienie (CR)               | illos → les                    | illas → les                    |

Użycie rodzajników określonych stawało się coraz częstsze w łacinie ludowej, zwłaszcza kiedy ok. V w. zredukowała się liczba przypadków gramatycznych z sześciu do dwóch. Pierwszy przypadek związany był z użyciem rzeczownika jako podmiot (cas sujet, CS), drugi – jako dopełnienie (cas régime, CR). Porównaj następujące zdania między łaciną a starofrancuskim: 
- Ille caballus fortis (nominativus). Li chevals est fort (CS) – współcześnie fr. Le cheval est fort.
- Vidi illum caballum (accusativus). J’ai vu le cheval (CR)[127].

| liczba pojedyncza | liczba pojedyncza | liczba pojedyncza |
| funkcja           | rodzaj            | rodzaj            |
| funkcja           | masculin          | féminin           |
| ----------------- | ----------------- | ----------------- |
| CS                | li                | la                |
| CR                | lo, le            | la                |
| liczba mnoga      |                   |                   |
| CS                | li                | les               |
| CR                | les               | les               |

Elizji do l’ ulegały regularnie przed samogłoską rodzajniki w CS rodzaju żeńskiego. W przypadku li jako CS rodzaju męskiego w liczbie pojedynczej elizję spotyka się nieregularnie, w wierszu można było odpowiednio dopasować formę pod względem rytmicznym. Natomiast li jako CS rodzaju męskiego w liczbie mnogiej nigdy nie ulegało elizji.
W języku starofrancuskim było więcej form ściągniętych rodzajników niż we współczesnym francuskim. W liczbie pojedynczej funkcjonowały: del, du, dou (współcześnie du = de le), al, au (współcześnie au = à le), enl, el, eu, ou, u (odpowiednik en + le). W liczbie mnogiej funkcjonowało: dels (współcześnie des = de les), as, aus, aux (współcześnie aux = à + les), es (odpowiednik en + les).
Dziś spotyka się jeszcze es jako ès w przestarzałych zwrotach, w połączeniach z rzeczownikami w liczbie mnogiej, np. docteur ès sciences, licencié ès lettres. Natomiast po przyimku en obecnie w języku francuskim występuje niemal zawsze rzeczownik bez rodzajnika (np. en ville → do miasta, w mieście, en croix → na krzyż, na krzyżu, en classe → do klasy, w klasie). Z tych powodów występują  pewne różnice w zwrotach typu croire en Dieu → wierzyć w Boga (Dieu bez rodzajnika) i croire au diable → wierzyć w diabła (diable z rodzajnikiem). Istnieją jednak nieliczne zwroty, gdzie po en używa się rodzajnika, np. en l’occurence → w tym przypadku, en la matière → w tej materii, en l’honneur de →  na cześć.
W języku starofrancuskim nie używano rodzajników określonych z nazwami abstrakcyjnymi oraz z nazwami w znaczeniu ogólnym w powiedzeniach, przysłowiach itp. W XIV w. zanikł cas sujet, co było równoznaczne z zanikiem deklinacji. Pozostały jedynie formy cas régime: w liczbie pojedynczej rodzaju męskiego le (od illum), rodzaju żeńskiego la (od illam), a w liczbie mnogiej les (od illos i illas). 

### Rodzajnik nieokreślony
Rodzajniki nieokreślone un, une wyewoluowały z łacińskich liczebników unus, una → jeden, jedna, których znaczenie liczebnikowe się osłabiało.
| liczba pojedyncza | liczba pojedyncza | liczba pojedyncza |
| funkcja           | rodzaj            | rodzaj            |
| funkcja           | masculin          | féminin           |
| ----------------- | ----------------- | ----------------- |
| CS                | uns               | une               |
| CR                | un                | une               |
| liczba mnoga      |                   |                   |
| CS                | un                | unes              |
| CR                | uns               | unes              |

Rodzajnik nieokreślony był obecny już w języku starofrancuskim, ale znajdował się wówczas na wczesnym etapie rozwoju i miał przede wszystkim wartość liczebnikową. Jako rodzajnik nieokreślony najczęściej niósł znaczenie „pewien”, jednak mógł też czasami oznaczać „dowolny”. Przykład użycia: A la mort vai cum uns anels → Na śmierć idzie jak baranek (Passion de Clermont, X–XI w.; współcześnie: Il va à la mort comme un agneau). Z czasem był stosowany coraz częściej i zakres jego zastosowania rozszerzał się. Od końca XIV w. rodzajnik nieokreślony zaczął być także stosowany w uogólnieniach.
W liczbie mnogiej w miejscach gdzie współcześnie użyto by rodzajnika nieokreślonego des, najczęściej występował rodzajnik zerowy (brak rodzajnika). Rodzajnik nieokreślony w liczbie mnogiej stosowano w przypadku rzeczowników zbiorowych. Przykładowo un degré (tj. forma CS w liczbie mnogiej) oznaczało dosłownie stopnie schodów, a jako całość – schody. Na późniejszym etapie rozwoju języka francuskiego formy rodzajników nieokreślonych w liczbie mnogiej pochodzące od łacińskiego unus zostały wyparte przez des. Słowo to powstało w wyniku ściągnięcia przyimka de oraz rodzajnika określonego les i miało początkowo znaczenie podobne jak rodzajnik cząstkowy.

### Rodzajnik cząstkowy
W łacinie do określania jakiejś części z określonej lub nieokreślonej całości stosowano dopełniacz lub frazy z przyimkami ex bądź de. Dopełniacz partytywny można zaobserwować np. w dziele De agri cultura Katona Starszego w przepisie na chleb: Farinam in mortarium indito; aquae paulatim addito. → Wsyp mąkę do moździerza; stopniowo dodaj wody. Przykład de w tej roli w Wulgacie: de pane illo edat → niech je tego chleba (1 Kor 11, 28). W językach romańskich rodzajnik cząstkowy powstał właśnie z połączenia przyimka de oraz rodzajnika określonego. 
Czasami w łacinie odróżniano wyraz w rodzaju męskim lub żeńskim oznaczający jakiś jednostkowy przedmiot od pochodnej w rodzaju nijakim oznaczającej masę, materię. Przykładowo caseus (rodzaj męski) oznaczał jakąś pojedynczą sztukę sera, co po francusku można oddać poprzez rodzajnik nieokreślony – un fromage. Natomiast caseum (rodzaj nijaki) mógł oznaczać ser jako niepoliczalną substancję, materię, co po francusku oddaje rodzajnik cząstkowy – du fromage. 
W łacinie wyrażenie pić [pewną ilość] wody ([na]pić [się] wody) brzmiało bibere aquam. W języku prowansalskim (wariancie językowym obszaru południa Francji) to samo wyrażenie początkowo brzmiało beure aiga, a w starofrancuskim – boire eau. Zwroty te składały się zatem z czasownika i rzeczownika, bez udziału rodzajnika czy przyimka. Jednak już w łacinie ludowej zaczęto mawiać bibere de aqua. Z czasem ten wzorzec rozprzestrzenił się i np. w prowansalskim wyrażenie to przybrało postać beure d’aigo, na czym skończył się rozwój rodzajnika cząstkowego w tym języku. We francuskim natomiast poszedł dalej. Na potrzeby bardziej precyzyjnego języka dodano rodzajnik do tego wzorca, który najpierw był stosowany do wyrażania jakiejś części pewnej określonej całości (np. Del vin volentiers bevaient → [Pewną ilość] wina tego chętnie piją), a od XIII w. także do wyrażania nieokreślonych ilości bez odnoszenia się do konkretnych desygnatów. W XV w. oba zastosowania odnotowywano z podobną częstotliwością w tekstach pisarzy, ale już w XVI w. to pierwsze uchodziło za archaiczne i zanikło; drugie natomiast pozostało.
Ponieważ rodzajnik cząstkowy powstał z połączenia przyimka de i rodzajnika określonego, obowiązywały formy ściągnięte: del, deu, dou, du, des oraz forma nieściągnięta de la. Wyrażenie jeść chleba początkowo w starofrancuskim nie zawierało przyimka ani rodzajnika – mangier pain, następnie stosowano przyimek – manger de pain, potem ściągniętą formę wynikającą z połączenia przyimka z rodzajnikiem – mangier del pain aż od XIII w. zaczęła się pojawiać forma mangier du pain. Natomiast łacińskie bibere aquam ostatecznie przekształciło się we francuskim w boire de l’eau.
W języku starofrancuskim rodzajnik cząstkowy pojawiał się z bardzo ograniczoną liczbą czasowników, głównie boire (pić) i manger (jeść). Użycie rodzajnika cząstkowego we współczesnym języku francuskim niekoniecznie wiąże się z ideą nieokreślonej ilości materii, stosuje się go także z rzeczownikami abstrakcyjnymi. W rozwoju tego języka obserwuje się tendencję do redukcji użycia rodzajnika zerowego, m.in. na rzecz rodzajnika cząstkowego.
Forma bez rodzajnika w epoce języka średniofrancuskiego zachowała się w konstrukcjach przeczących (je n’ai point d’argent) i przed rzeczownikiem poprzedzonym przymiotnikiem (w liczbie pojedynczej np. de bon vin; w mnogiej, utożsamianej z rodzajnikiem nieokreślonym: de grosses larmes). Jednak wielu pisarzy tego okresu nie stosowało się do tych zasad. 
W dzisiejszym języku francuskim stosowanie rodzajnika des przed przymiotnikiem w pozycji przed rzeczownikiem w liczbie mnogiej (np. des grosses larmes) nie należy do norm standardowego języka, jednak występuje przed rzeczownikami złożonymi o takiej konstrukcji (np. des jeunes gens). W liczbie pojedynczej oprócz klasycznej konstrukcji typu de bon vin powszechna jest taka typu du bon vin. Konstrukcje przeczące wykorzystujące rodzajnik typu je ne bois pas de l’eau nie należą do standardowego języka i są bardzo potoczne. 

### Porównanie systemu rodzajników
Szerokie użycie rodzajnika cząstkowego jest charakterystyczną cechą języka francuskiego. Porównując trzy współczesne języki romańskie – francuski, włoski i hiszpański pod względem użycia rodzajnika cząstkowego, można stwierdzić między nimi duże różnice:
- W języku francuskim użycie rodzajnika cząstkowego jest obowiązkowe dla nieokreślonych fraz rzeczownikowych zawierających rzeczownik oznaczający masę, materię.
- W języku włoskim rodzajnik cząstkowy bardzo często jest opcjonalny, używany zamiennie z rodzajnikiem zerowym, w niewielu sytuacjach jego użycie jest obowiązkowe. W dużym stopniu częstotliwość użycia zależy od regionu – na północy Włoch jest stosowany znacznie częściej niż w centralnej części lub na południu.
- W języku hiszpańskim rodzajnik cząstkowy odnotowywano w średniowiecznych tekstach, choć nigdy się w pełni nie rozwinął i współcześnie nie występuje[132].

| Język      | Przykład                 | Uwagi                                                                    |
| ---------- | ------------------------ | ------------------------------------------------------------------------ |
| francuski  | Pierre mange du pain.    | Użycie rodzajnika cząstkowego du jest obowiązkowe.                       |
| włoski     | Piero mangia (del) pane. | Rodzajnik cząstkowy del jest opcjonalny.                                 |
| hiszpański | Pedro come pan.          | Brak rodzajnika cząstkowego w języku hiszpańskim.                        |
| polski     | Piotr je chleb(a).       | Dopełniacz cząstkowy opcjonalny, sygnalizujący pewną nieokreśloną ilość. |

Mimo że w języku polskim nie ma systemu rodzajników, to jednak czasami określoność rzeczownika jest wyrażana za pomocą szyku wyrazów. Porównaj: Na kanapie siedzi kot (jakiś nieokreślony kot). Kot siedzi na kanapie (konkretny kot). W językach romańskich im bardziej swobodny jest szyk wyrazów, tym mniejsza jest potrzeba, aby określoność rzeczownika była wyrażana wyłącznie przez rodzajniki. W języku francuskim szyk wyrazów w zdaniu jest sztywny, więc silnie rozwinięty system rodzajników (włącznie z rodzajnikiem cząstkowym) przyczynia się do precyzyjniejszego wskazywania statusu frazy rzeczownikowej w wypowiedzi. W języku hiszpańskim szyk jest praktycznie swobodny, mniejsza jest więc potrzeba istnienia rozrośniętego systemu rodzajników i użycie rodzajnika zerowego jest stosunkowo częste, natomiast rodzajnika cząstkowego nie ma wcale. Język włoski ma cechy pośrednie między tymi językami.
Poza tym w mówionym języku francuskim żeńskie odpowiedniki niektórych słów brzmią tak samo jak wersja męska (np. ami i amie). Bardzo często w wymowie nie ma różnicy między formą rzeczownika w liczbie pojedynczej a mnogiej, dlatego zachodzi szczególna potrzeba użycia rodzajników, które umożliwiają to rozróżnienie. Natomiast w języku hiszpańskim wymawiana końcówka –s jednoznacznie wskazuje na liczbę mnogą, więc nie ma potrzeby doprecyzowywania tej informacji w dodatkowy sposób. Z kolei w języku włoskim nie ma aż takiej jednoznaczności – końcówki wskazujące na liczbę mnogą mogą jednocześnie w innych słowach wskazywać na liczbę pojedynczą, np. legge (poj.) i donne (l. mn.), ragazza (l. poj.) i labra (l. mn.). Poza tym forma mnoga niektórych rzeczowników jest taka sama jak forma w liczbie pojedynczej, i to rodzajnik może je różnicować, np. il film (film) – i film (filmy), il re (król) – i re (królowie).
|                                         | język francuski                                                                                | język włoski                                                                        | język hiszpański | język rumuński |
| --------------------------------------- | ---------------------------------------------------------------------------------------------- | ----------------------------------------------------------------------------------- | --- | --- |
| rodzajnik zerowy + rzeczownik w l. poj. | rzadko z rzeczownikami abstrakcyjnymi, głównie w mniej lub bardziej idiomatycznych wyrażeniach | rzeczowniki związane z masą, materią oraz rzeczowniki abstrakcyjne (niespecyficzne) | rzeczowniki związane z masą, materią, rzeczowniki abstrakcyjne; rzadko rzeczowniki oznaczające jednostki (niespecyficzne) | rzeczowniki związane z masą, materią, rzeczowniki abstrakcyjne; rzeczowniki oznaczające jednostki (niespecyficzne) |
| rodzajnik zerowy + rzeczownik w l. mn.  | brak                                                                                           | głównie w pozycji po czasowniku                                                     | głównie w pozycji po czasowniku                                                                                           | głównie w pozycji po czasowniku                                                                                    |
| rodzajnik nieokreślony                  | un: policzalne rzeczowniki w l. poj.                                                           | uno: policzalne rzeczowniki w l. poj.                                               | uno: policzalne rzeczowniki w l. poj.                                                                                     | un: policzalne rzeczowniki w l. poj.                                                                               |
| rodzajnik cząstkowy                     | du: niepoliczalne rzeczowniki związane z masą, materią oraz rzeczowniki abstrakcyjne w l. poj. | del: niepoliczalne rzeczowniki związane z masą, materią w l. poj.                   | brak | brak |